# Secolul al XIV-lea î.Hr.
(Secolul al XVI-lea î.Hr. - Secolul al XV-lea î.Hr. - Secolul al XIV-lea î.Hr. - Secolul al XIII-lea î.Hr. - Secolul al XII-lea î.Hr. - Secolul al XI-lea î.Hr. - Secolul al X-lea î.Hr. - Secolul al IX-lea î.Hr. - Secolul al VIII-lea î.Hr. - Secolul al VII-lea î.Hr. - alte secole)

## Hărți

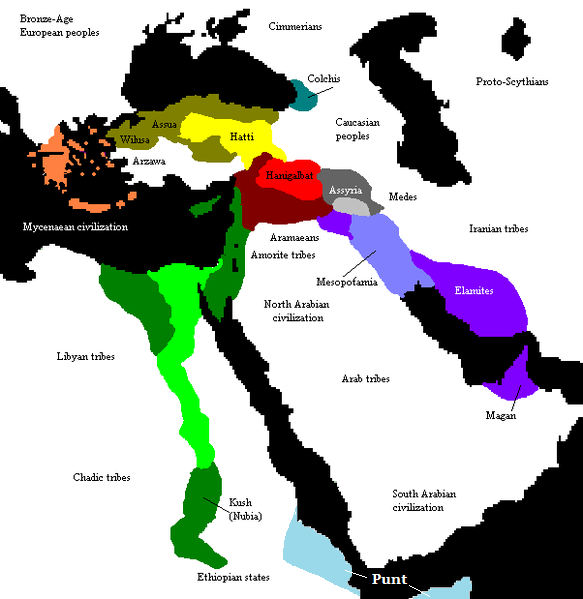
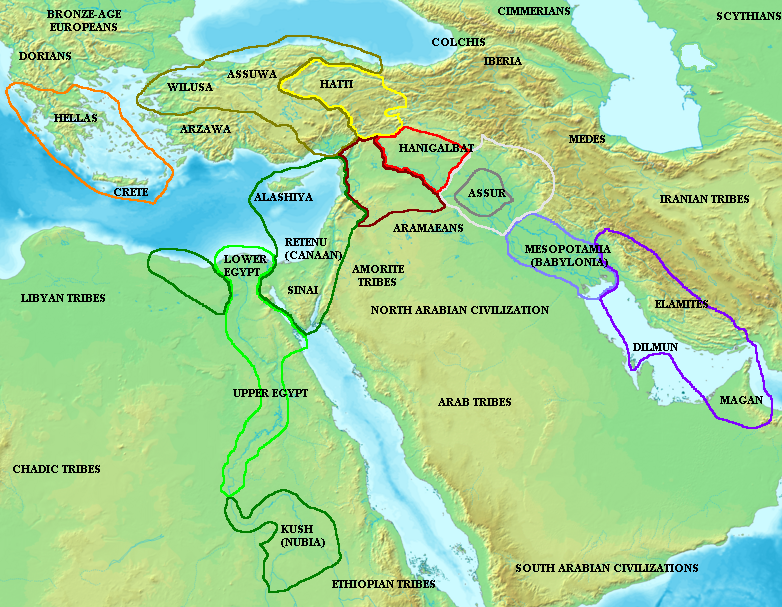
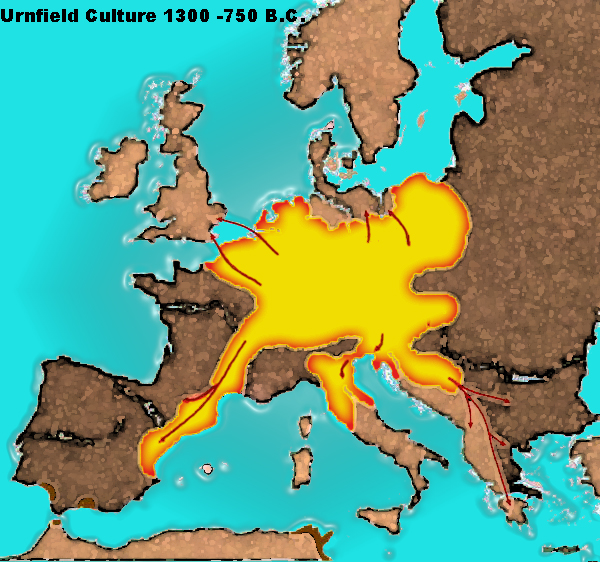

## Evenimente

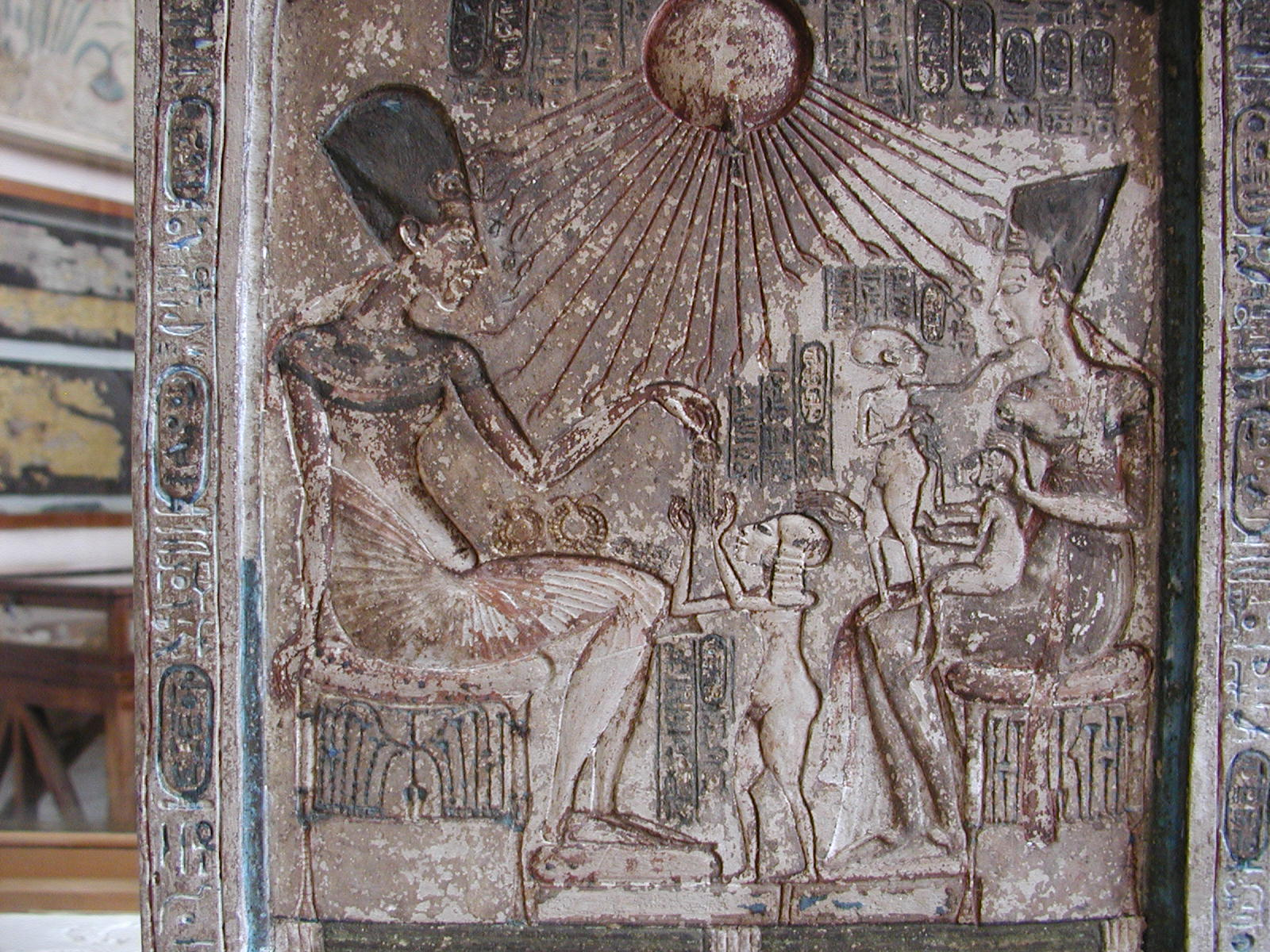
Akhenaton şi Nefertiti

- 1397 î.Hr. : Pandion I, legendarul rege al Atenei, moare după o domnie de 40 de ani și este succedat de fiul său, Erechtheus al II-lea de Atena.
- 1390 î.Hr. : În Mesopotamia, apariția asirienilor ca putere independentă.
- 1385 î.Hr. : Faraonul Amenhotep III din Egipt se căsătorește cu Tiy
- 1380 î.Hr. : Amenhotep III conectează Nilul și Marea Roșie, cu un canal.
- 1372 î.Hr. : Hitiții cuceresc Regatului Mitanni la vest de Eufrat.
- 1357 î.Hr. : Fata daneză, Egtvedpigen, este îngropată.
- 1347 î.Hr. : Regele Erechtheus II este ucis de fulger, după o domnie de 50 de ani și este succedat de fratele său mai mic Cecrops II.
- 1346 î.Hr. : Faraonul Amenhotep IV din Egipt începe cultul său monoteist al zeului Aton și începe construirea capitalei Amarna
- 1345 î.Hr. : Amenhotep IV se redenumește Akhenaton.
- 1336 î.Hr. : Akhenaton îl numește pe Smenkhkare ca un co-conducător.
- C. 1334 î.e.n. : Tutankhaten devine faraon al Egiptului și se căsătorește cu Ankhesenpaaten
- 1331 î.Hr. : Tutankhaten se redenumește Tutankhamon și abandonează Amarna, Teba redevine capitală.
- 1324 î.Hr. : Faraonul Ay este încoronat ca rege al Egiptului
- 1320 î.Hr. : Egipt: Sfârșitul dinastiei XVIII, începe dinastia a XIX-lea.
- C. 1310 î.Hr. : Bhagavad Gita este scrisă, conform unor tradiții hinduse.
- C. 1300 î.Hr. : Cecrops al II-lea, regele din Atena, moare după o domnie de 40 de ani și este succedat de fiul său, Pandion al II-lea. Pandion II a fost mai târziu exilat de la Atena de către fiii fratelui său, Cecrops al II-lea, astfel încât Metion să aibă putere. Pandion al II-lea a fugit la Megara, unde s-a căsătorit cu fiica regelui și a moștenit în cele din urmă tronul. După moartea lui, fiii lui Pandion II au revenit la Atena și i-au alungat pe fiii lui Metion.
- 1307 î.Hr. : Adad-nirari I devine rege al Asiriei.
- 1300 î.Hr. : Legendarul rege Pangeng a mutat capitala dinastiei Shang la Yin.
- C. 1300 î.Hr. : Cultura câmpurilor de urne

## Oameni importanți
- Prințesa Tadukhipa din Tusratta
- Ashur-uballit - regele Asiriei
- Suppiliulima - regele Hititilor
- Erichthonius, regele Dardaniei.

### Faraoni

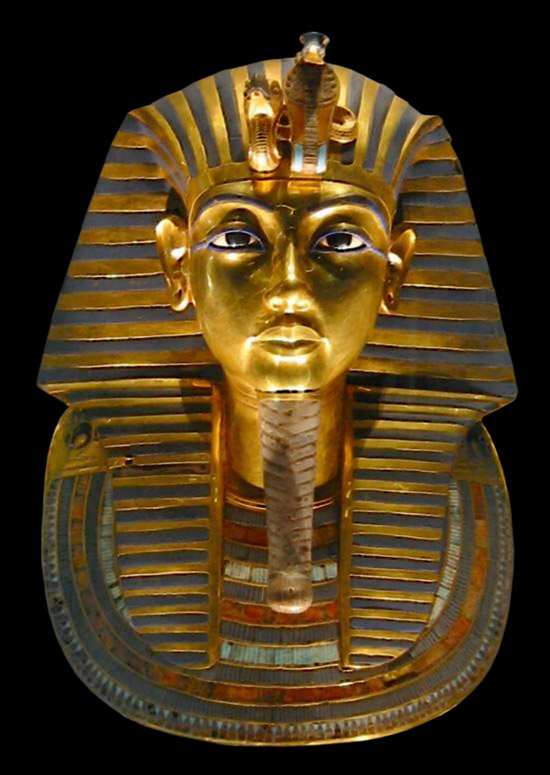
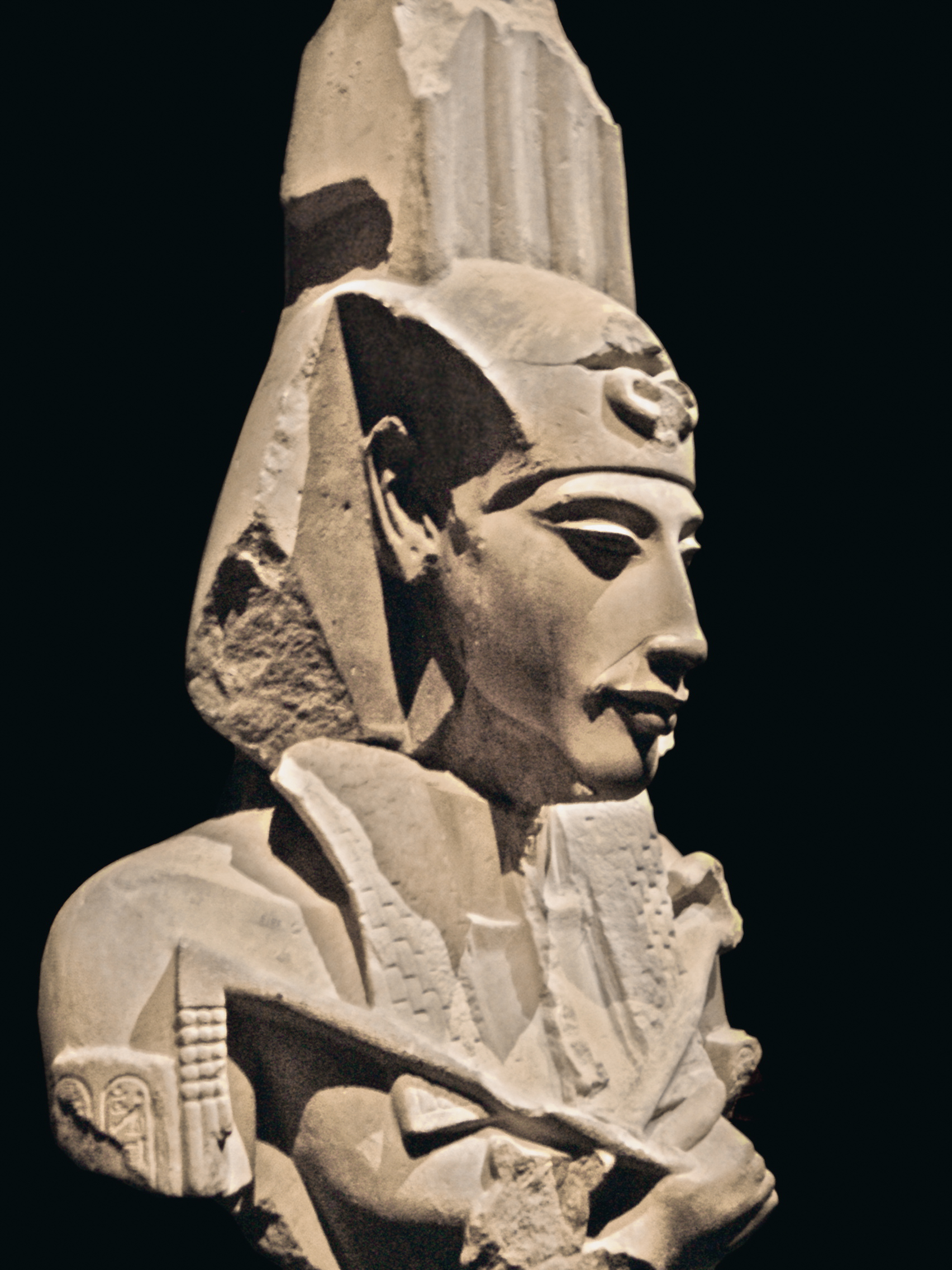
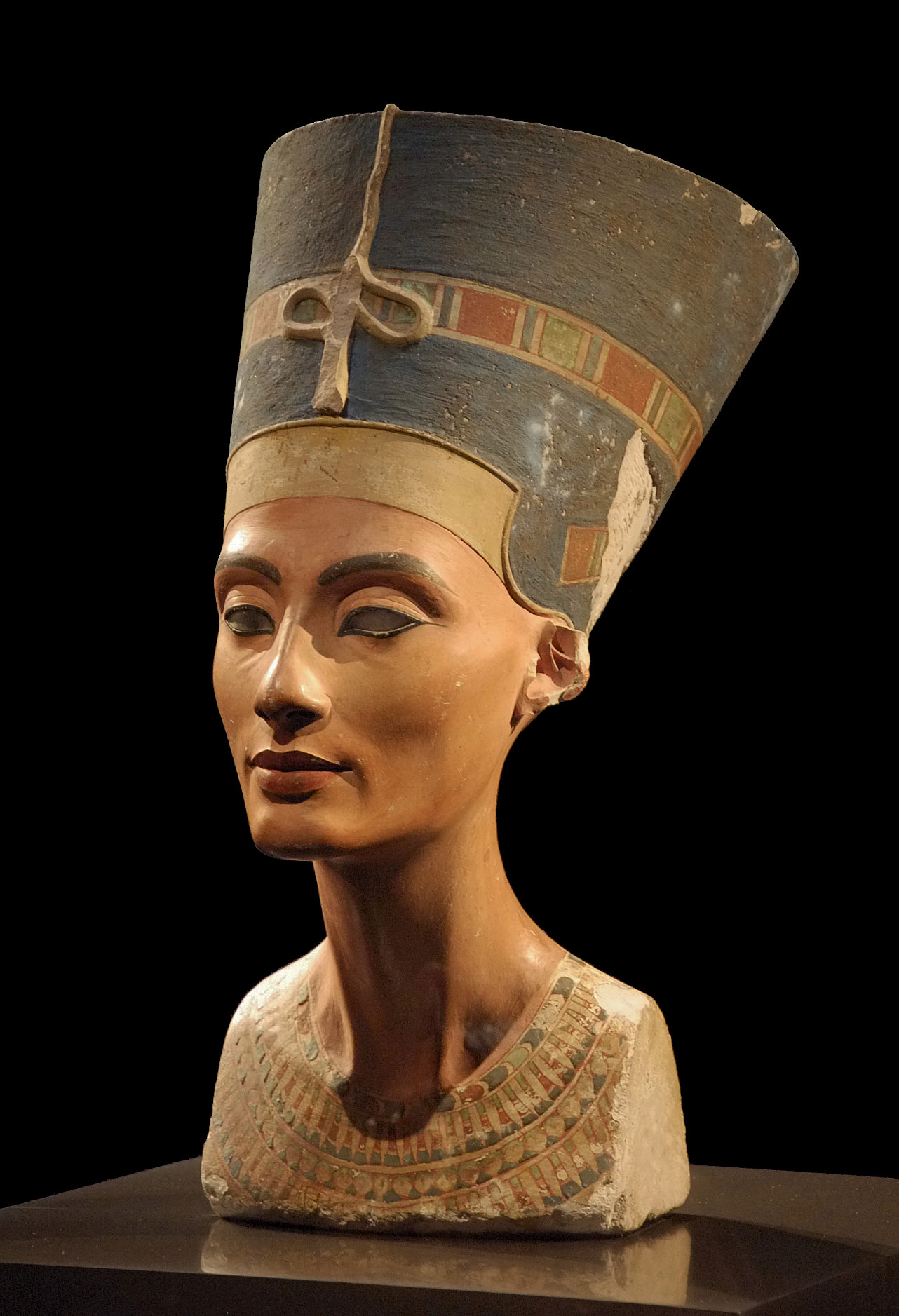
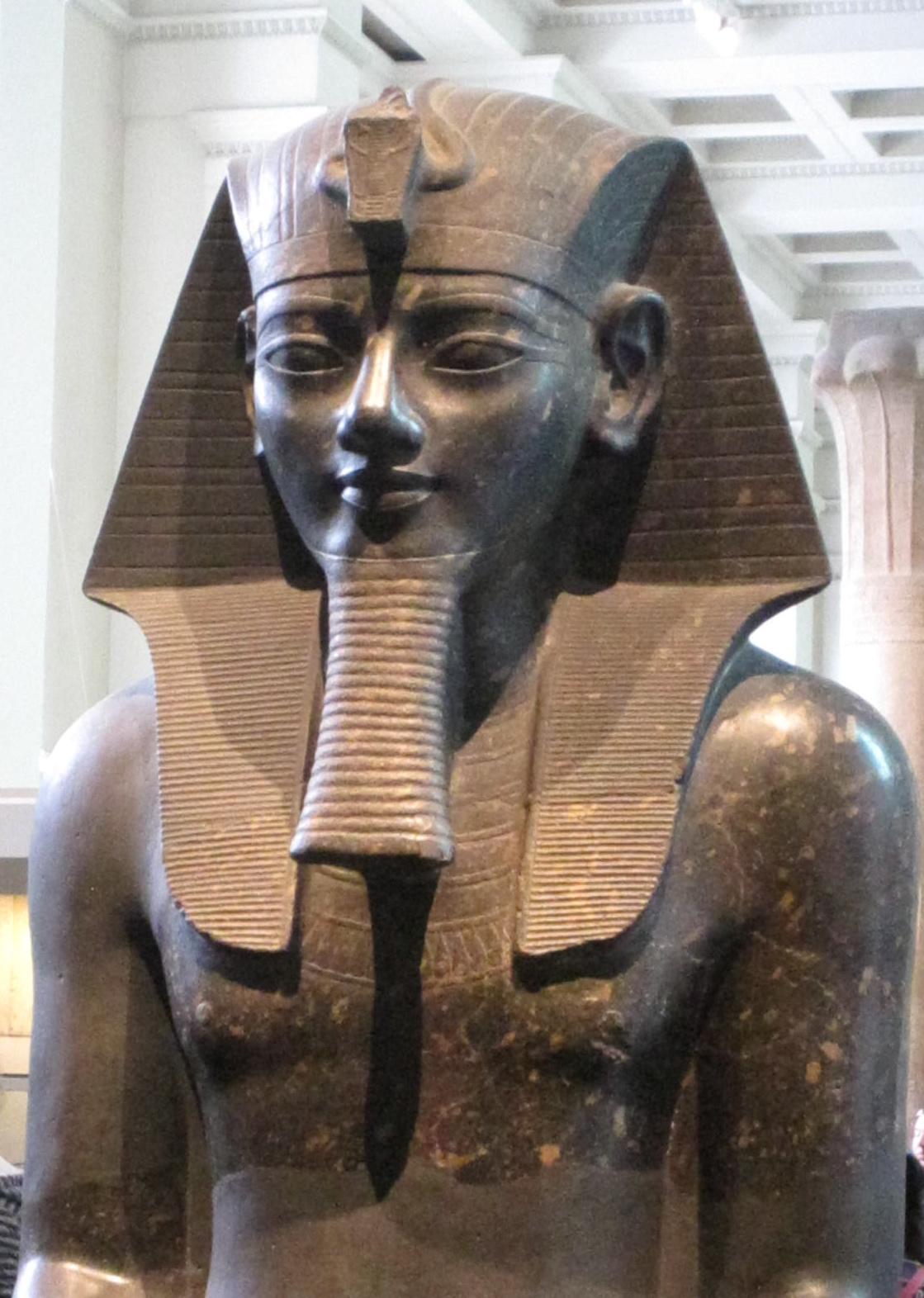
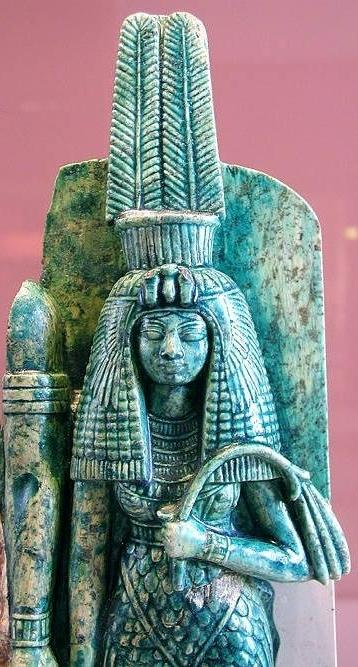

- Regina Tiy
- Faraonul Amenhotep III
- Akhenaton
- Tutankhamun
- Smenkhkare
- Nefertiti

## Invenții, descoperiri
- 1354 î.Hr. - 1346 î.Hr. : tezaurul lui Tutankamon
- 1314 î.Hr. - 1200 î.Hr. : utilizarea lonjeroanelor în coadă de rândunică la templul din Abydos

### Obiecte arheologice

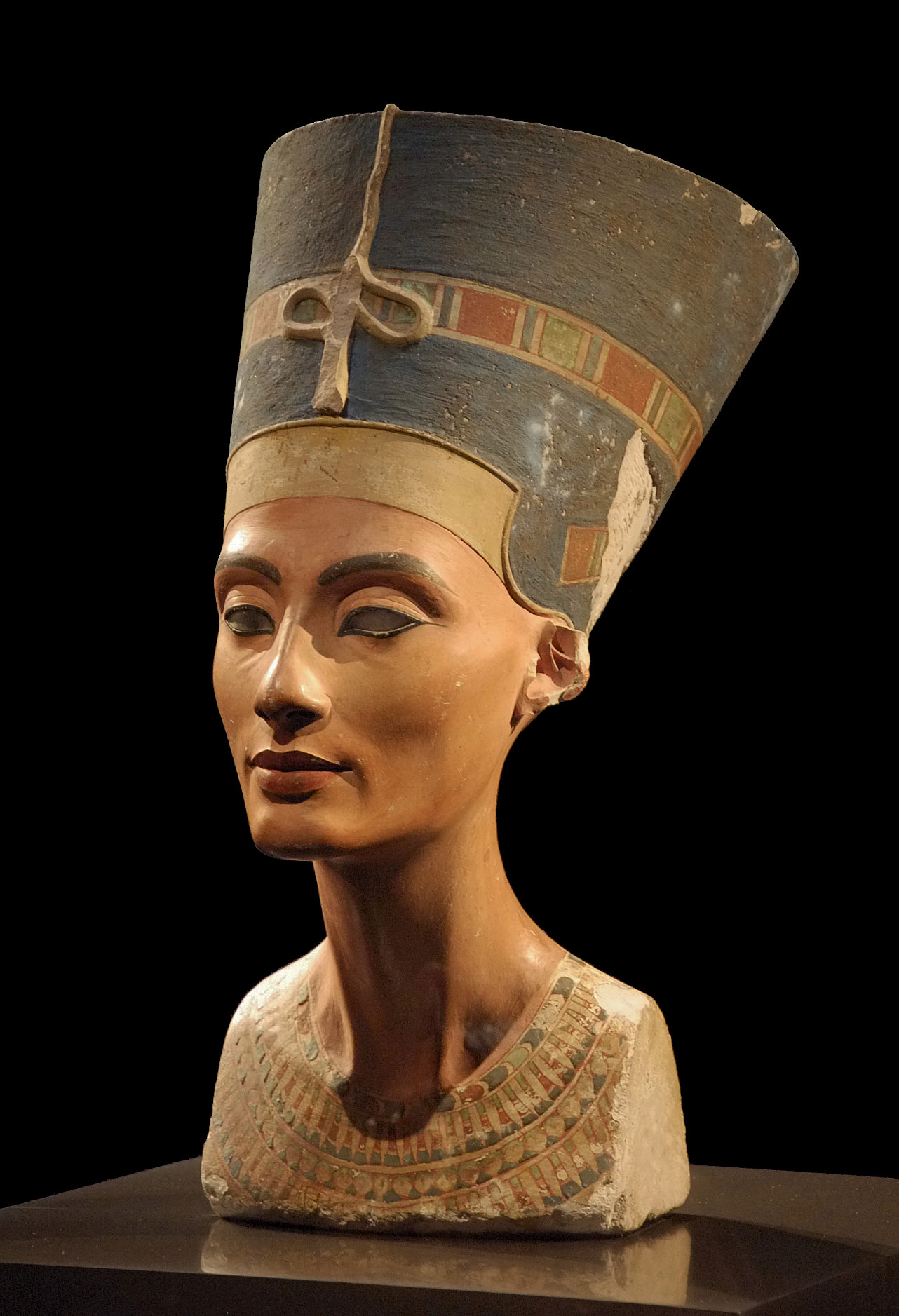
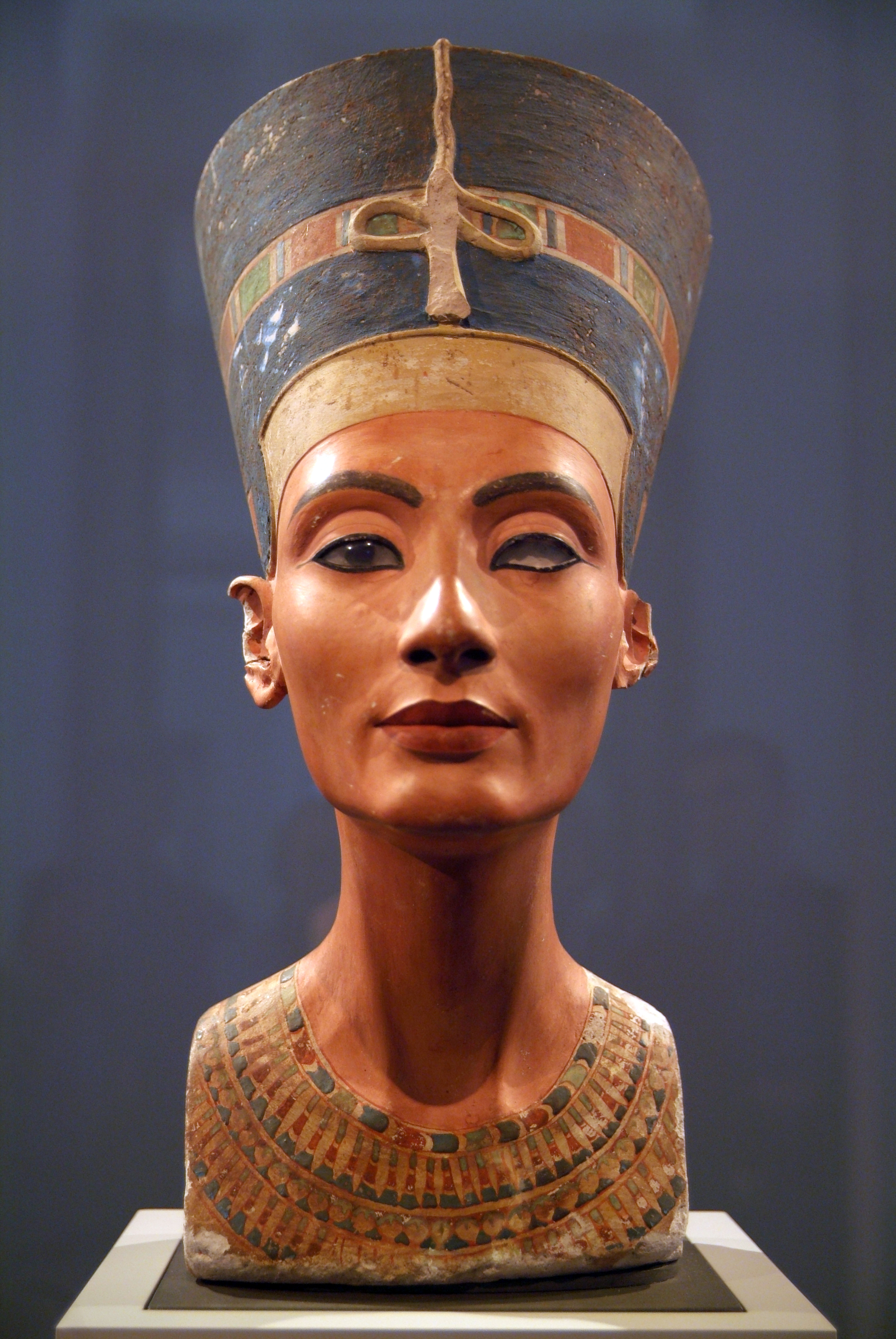
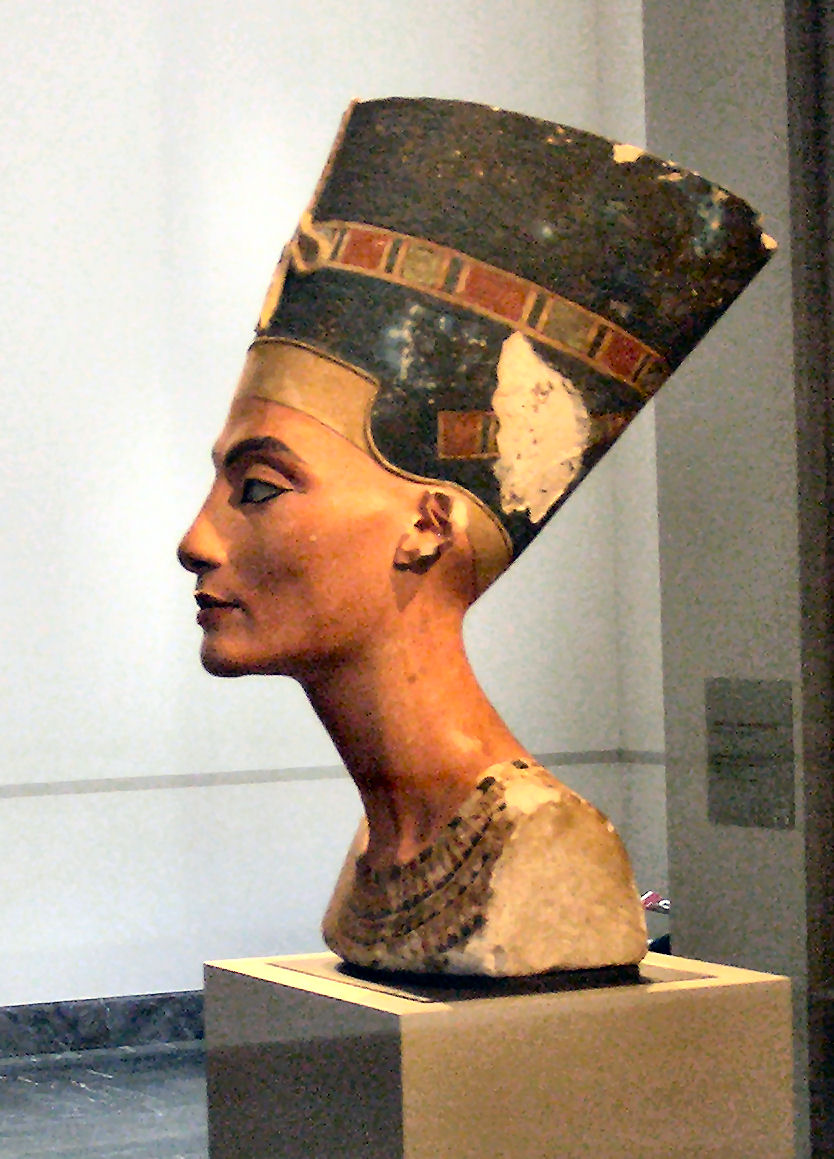

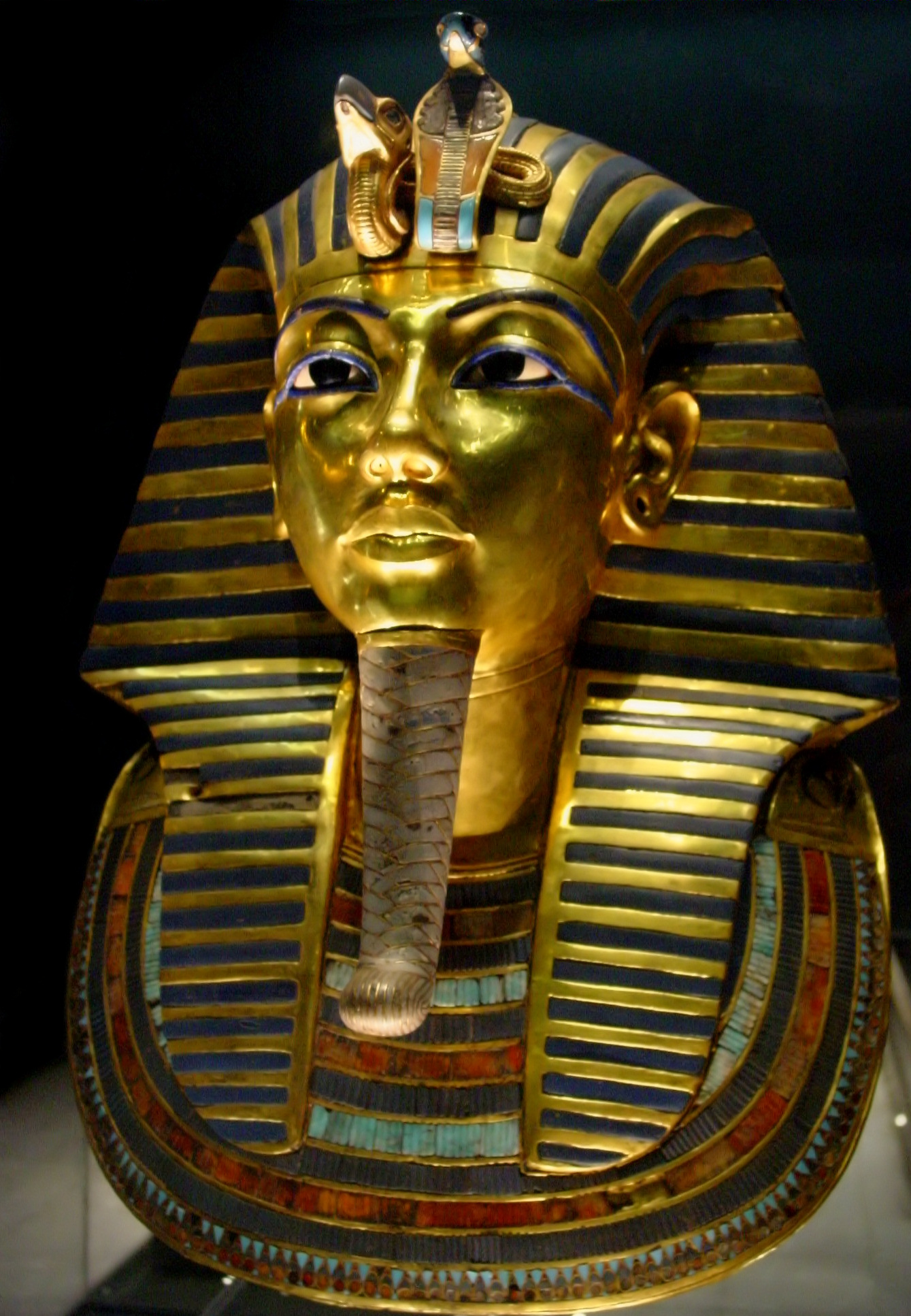
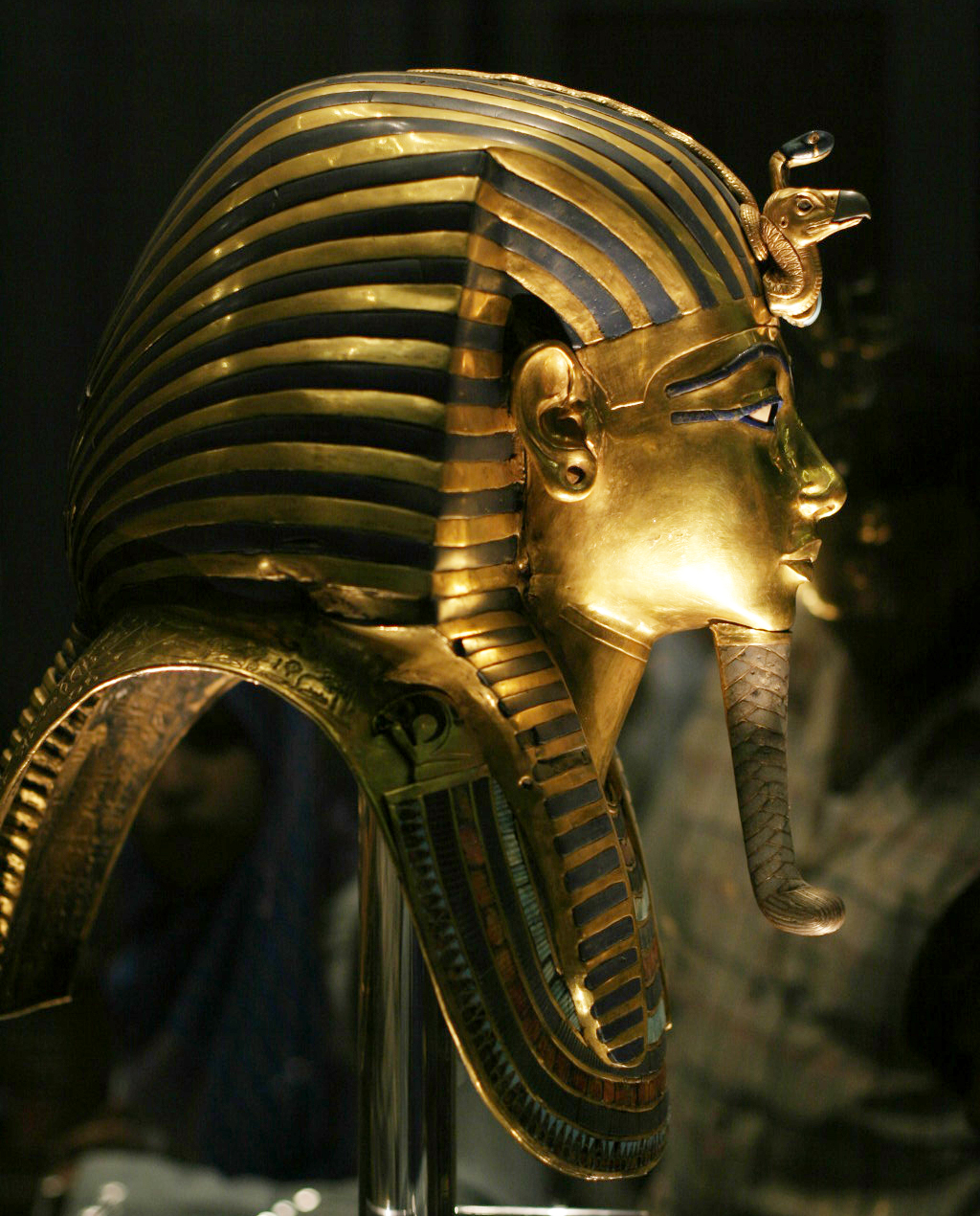
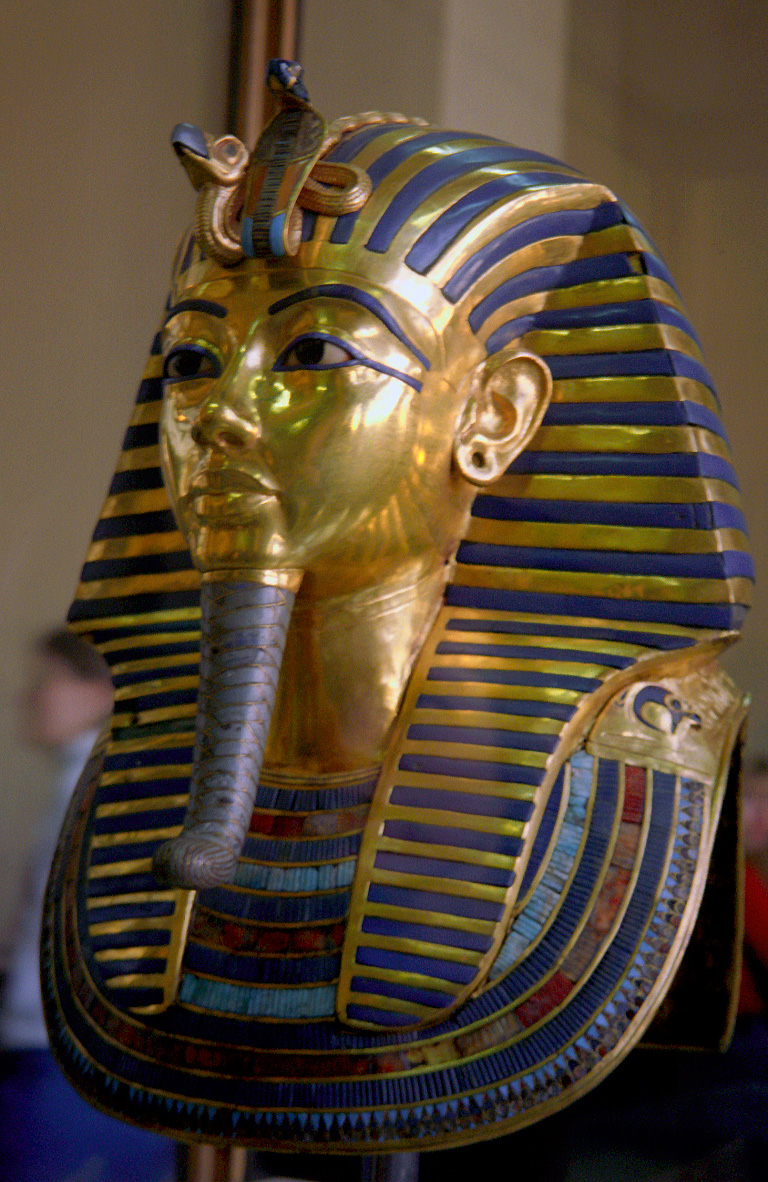

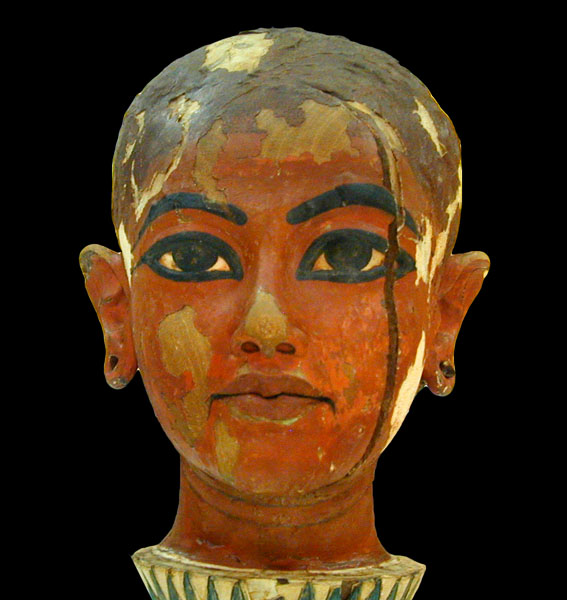
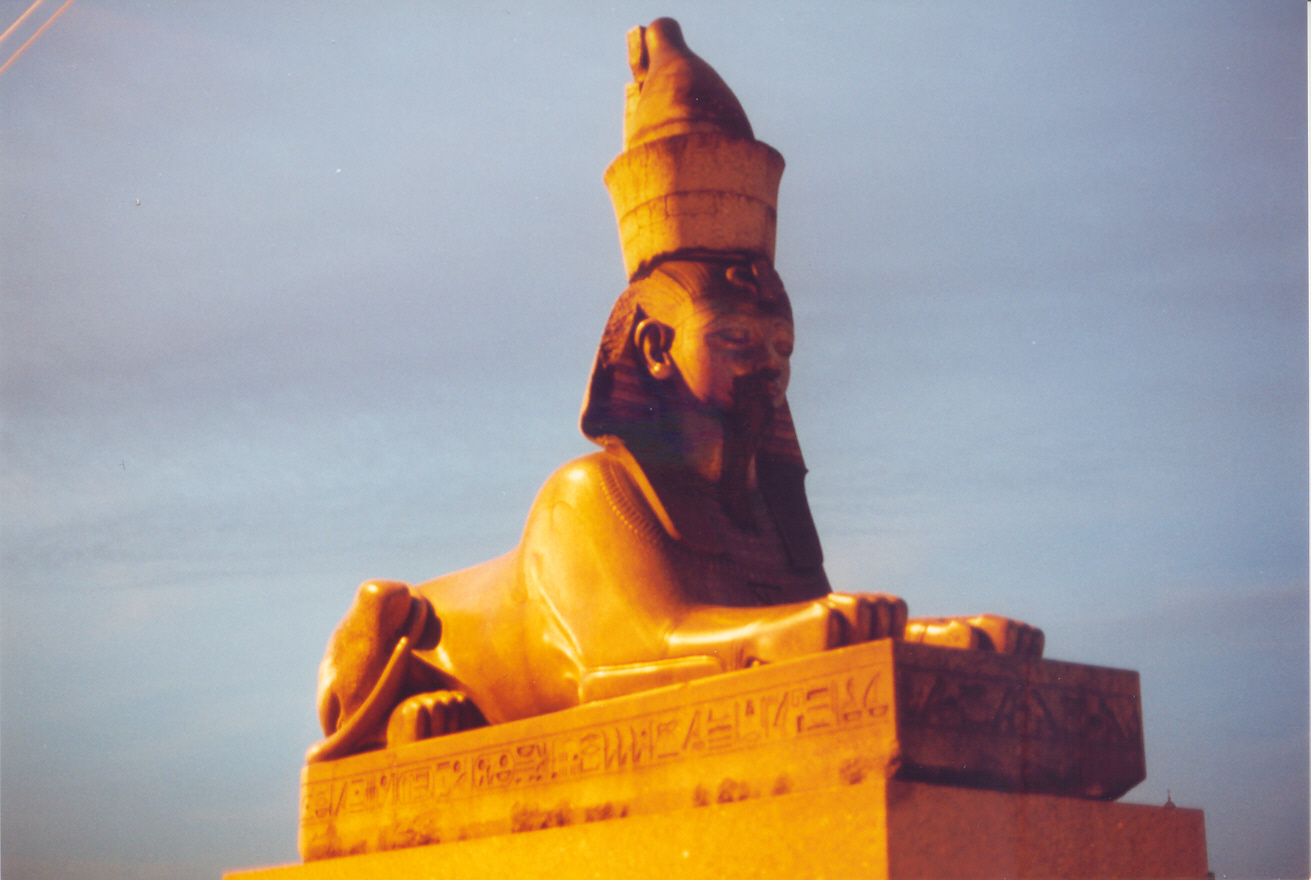
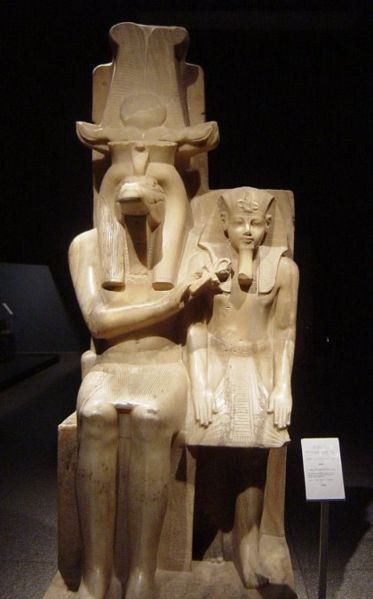
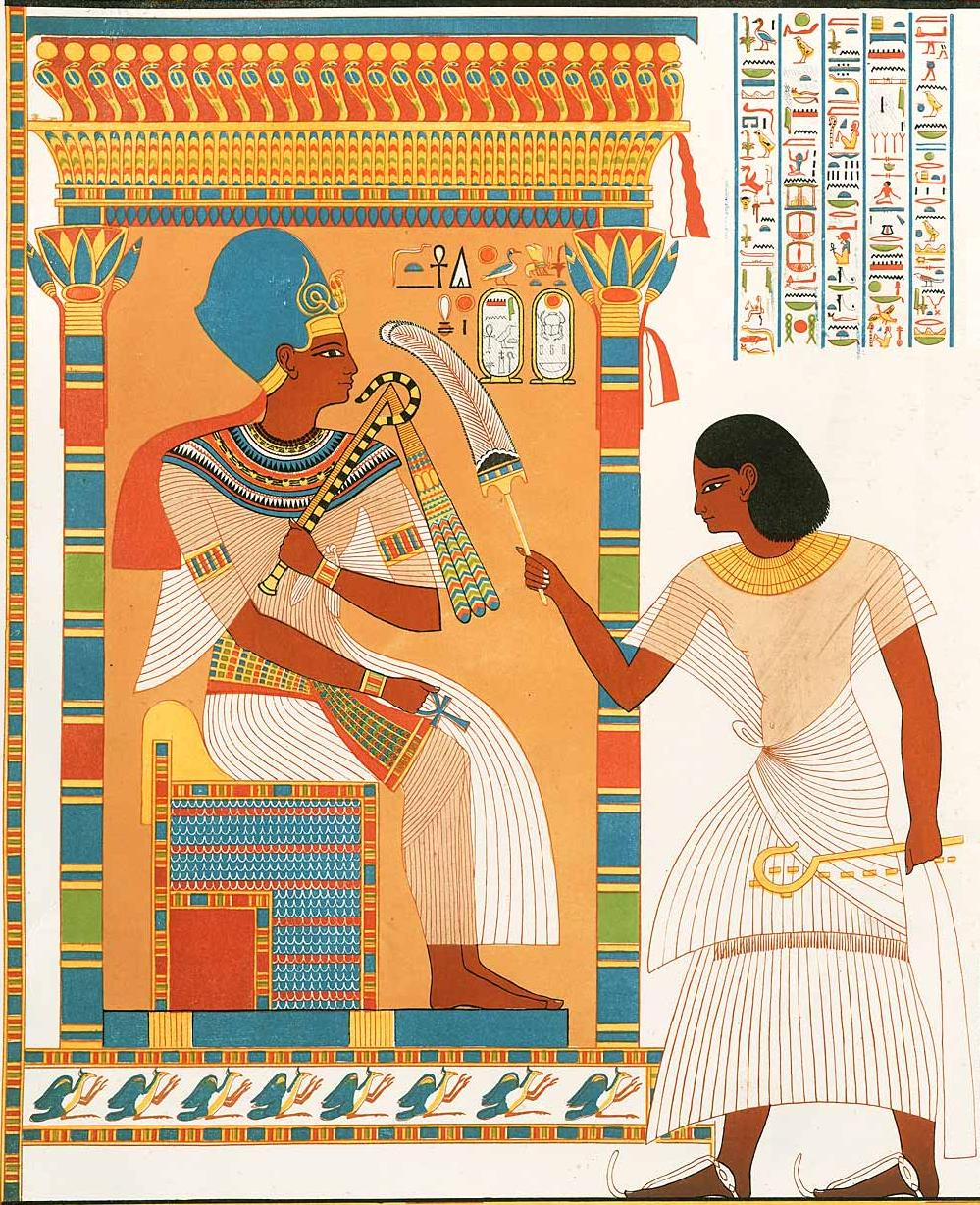
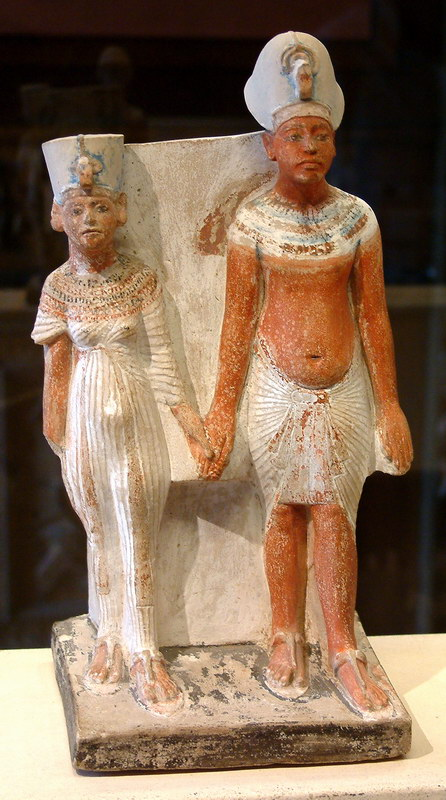
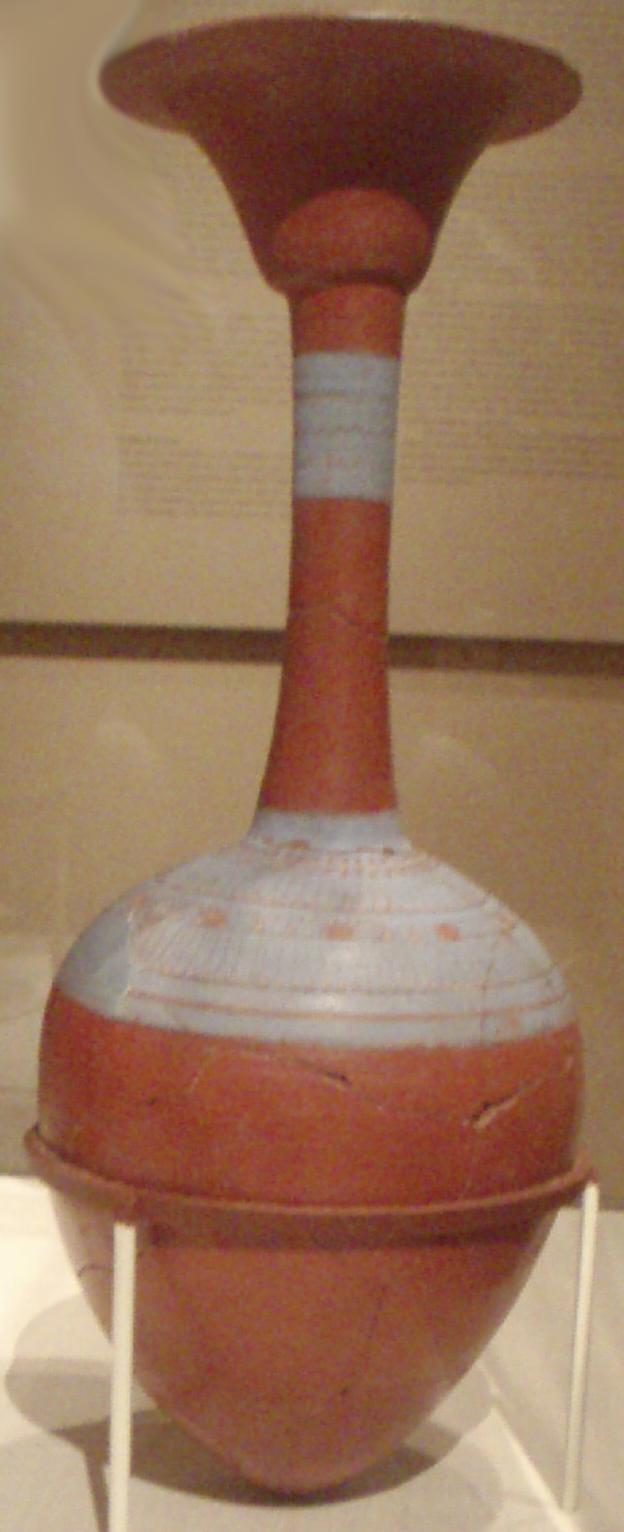
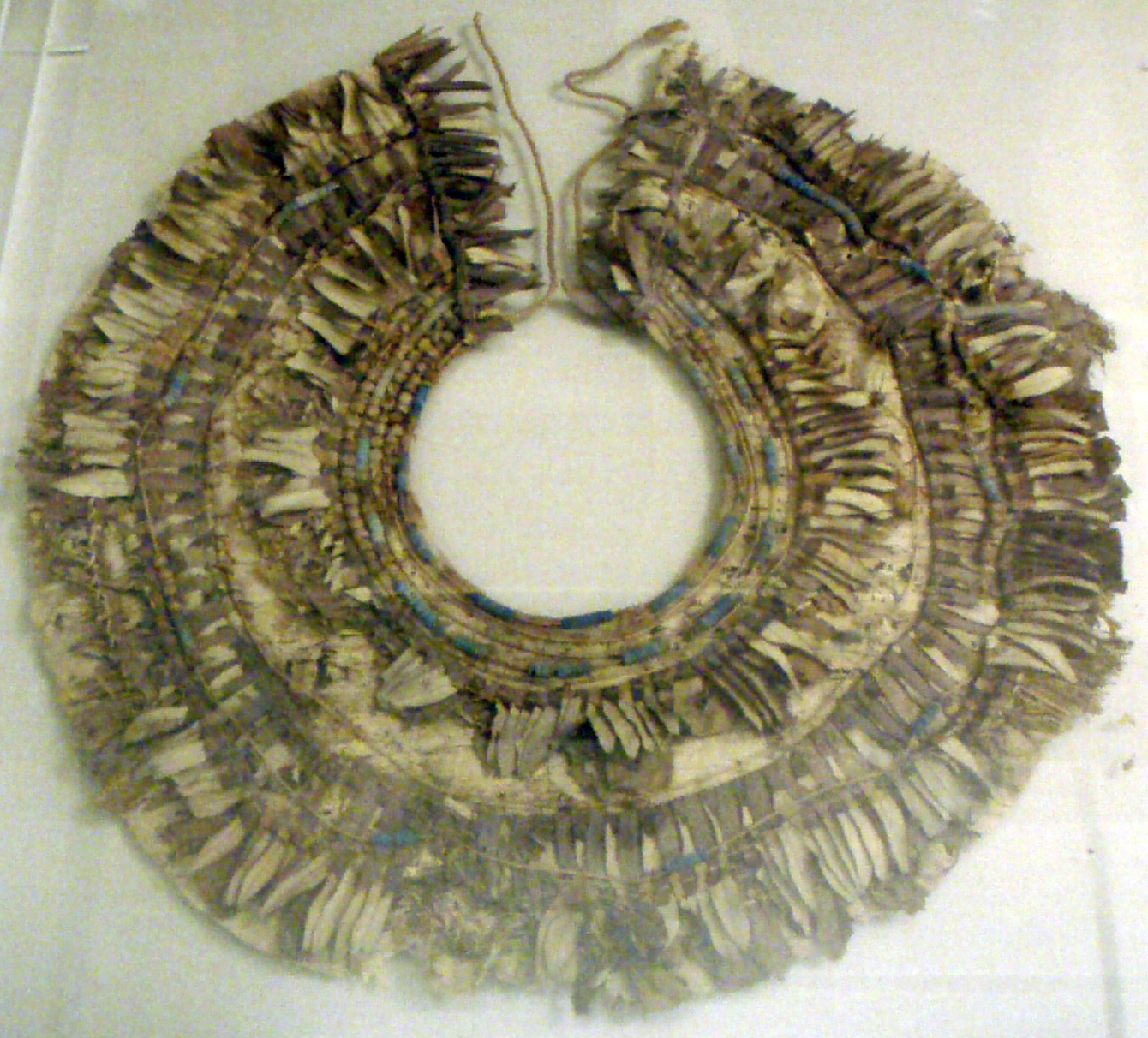
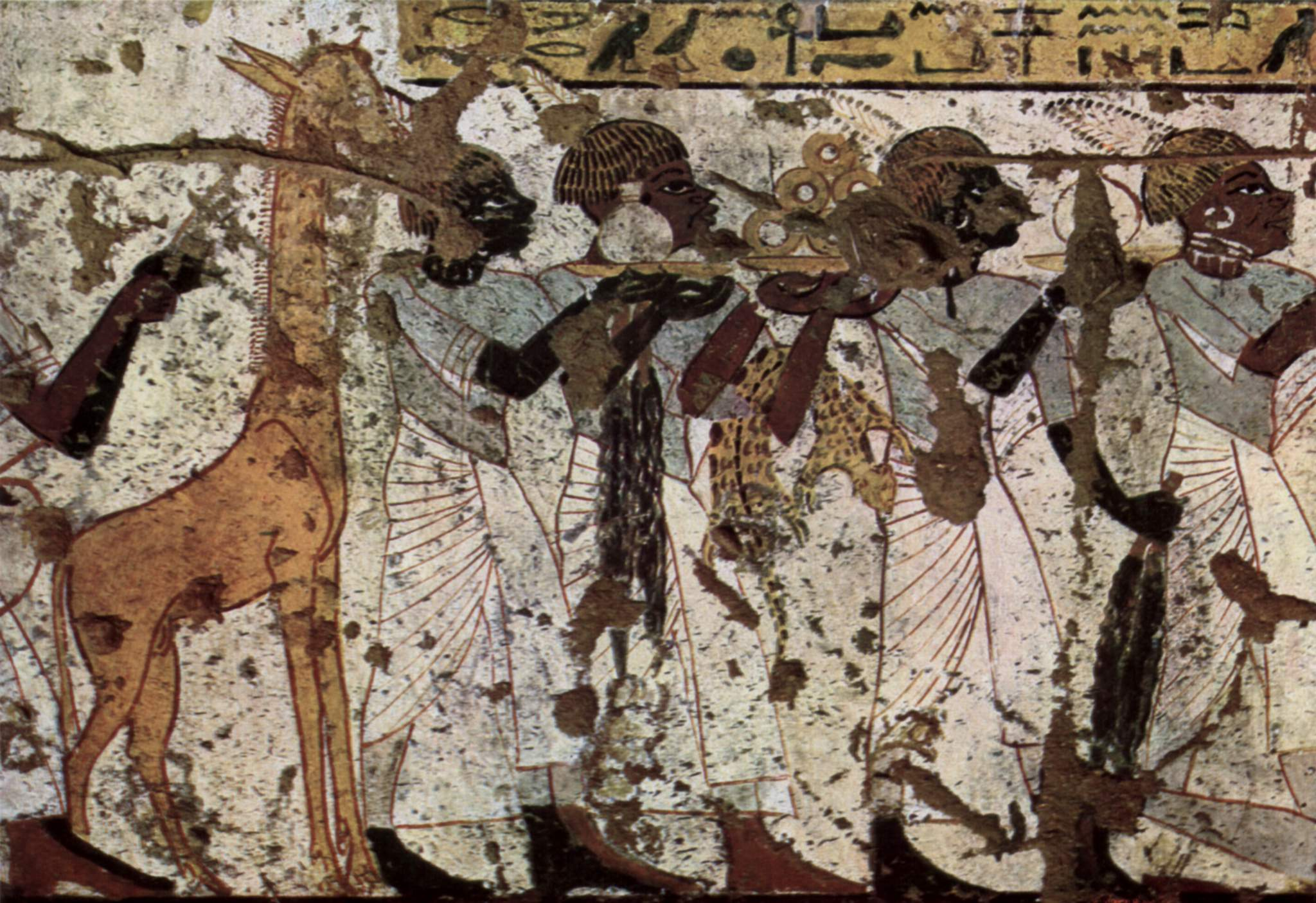
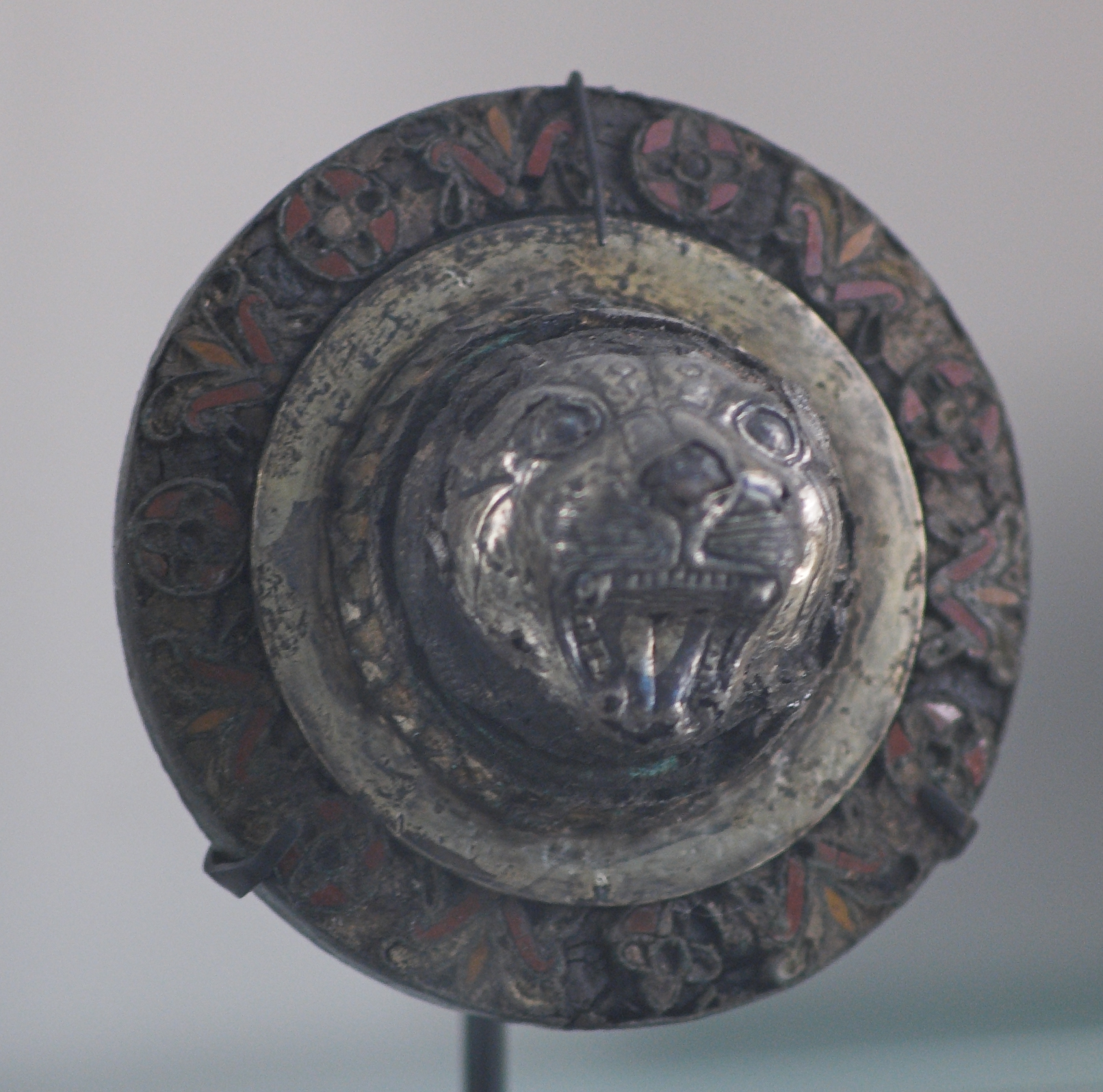
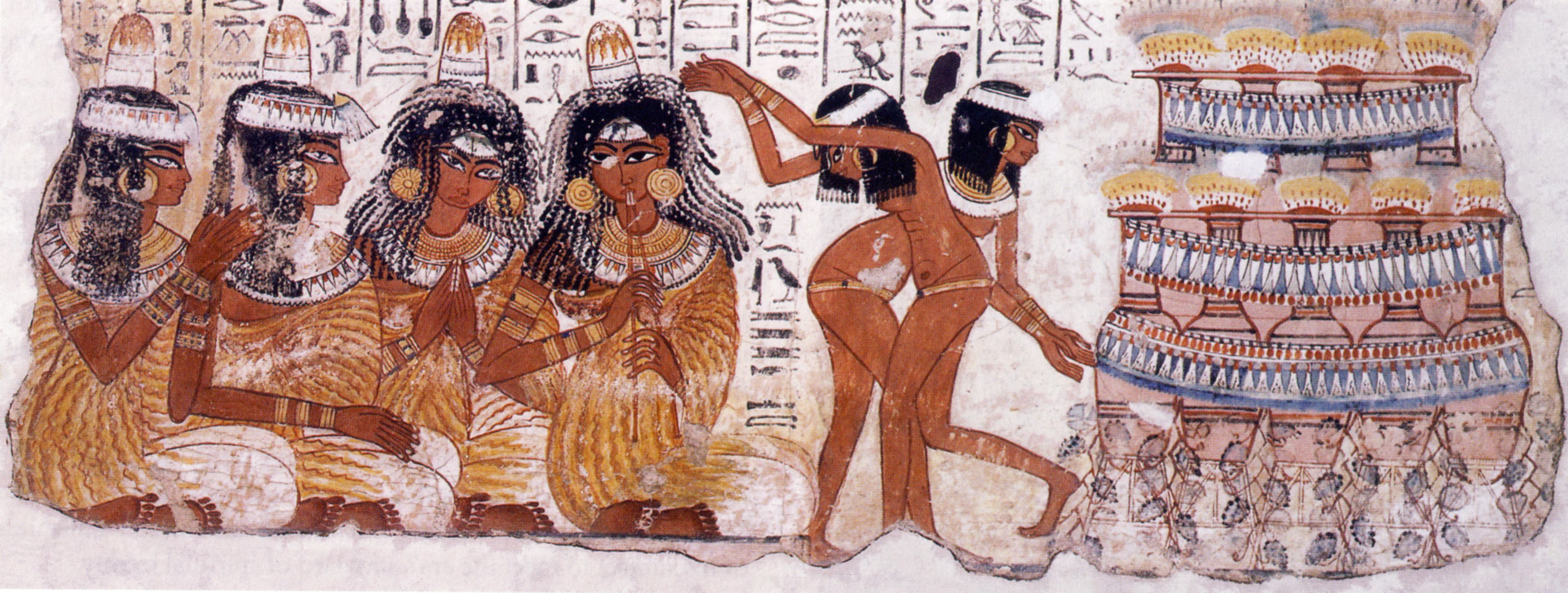
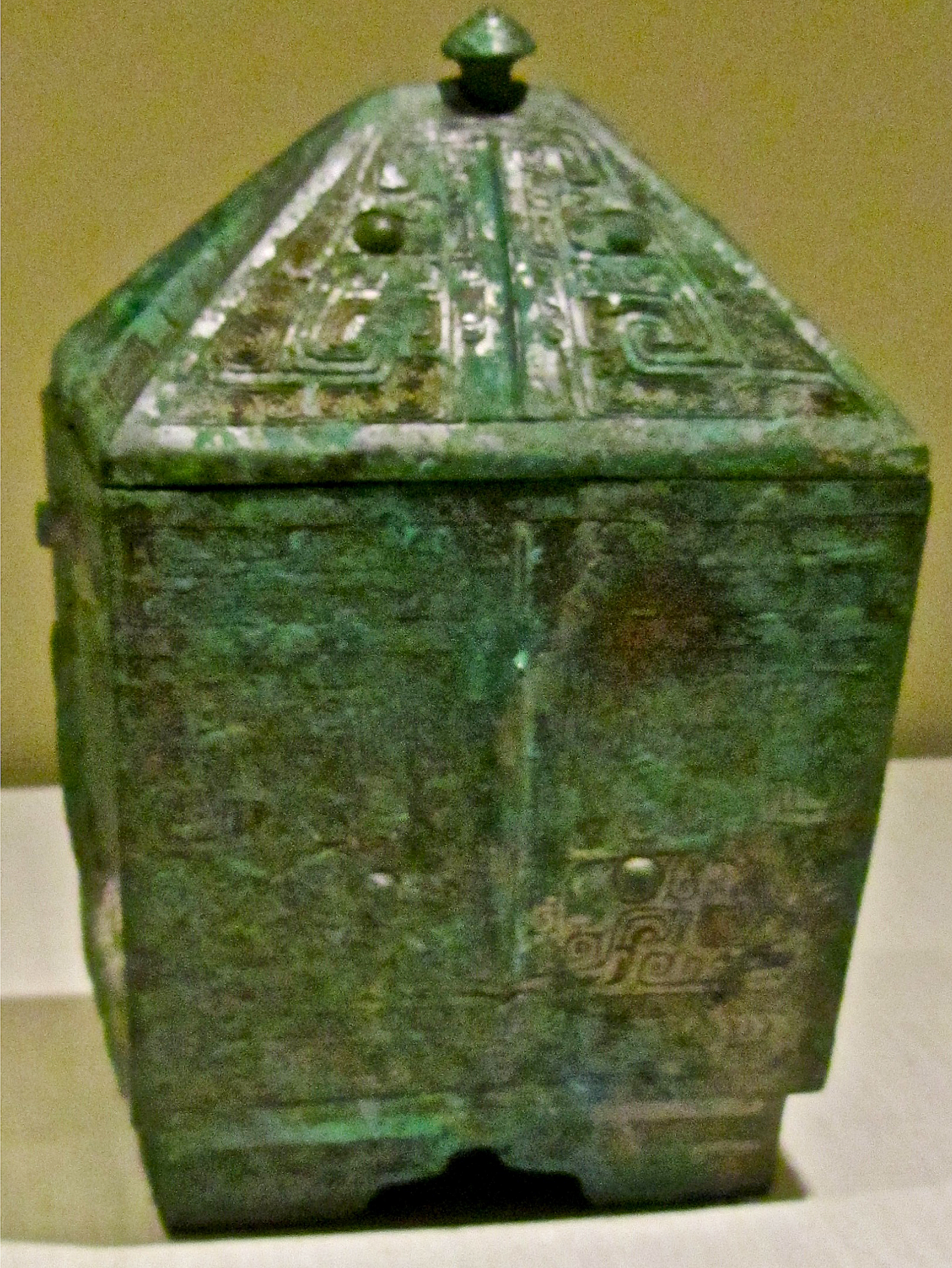
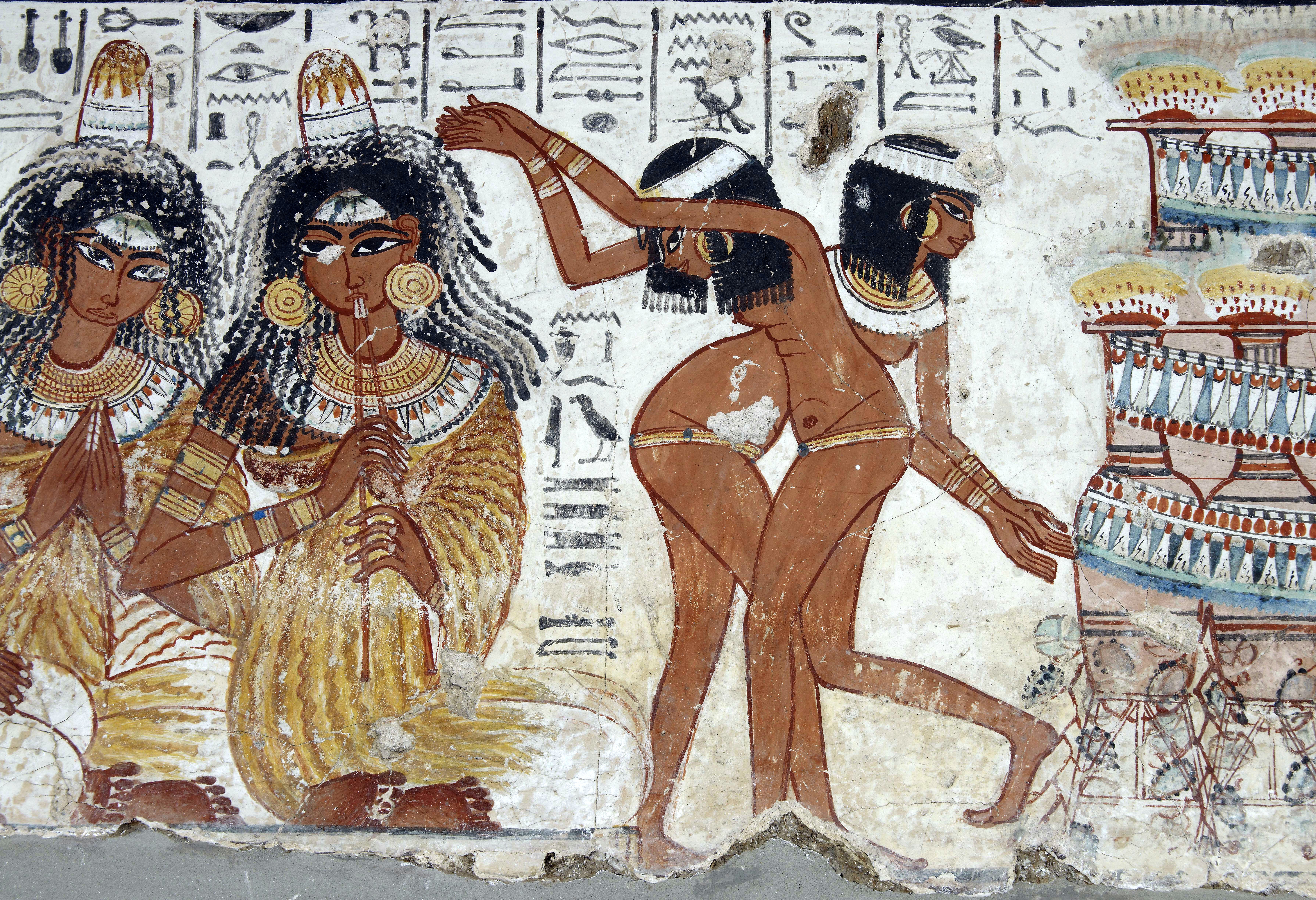
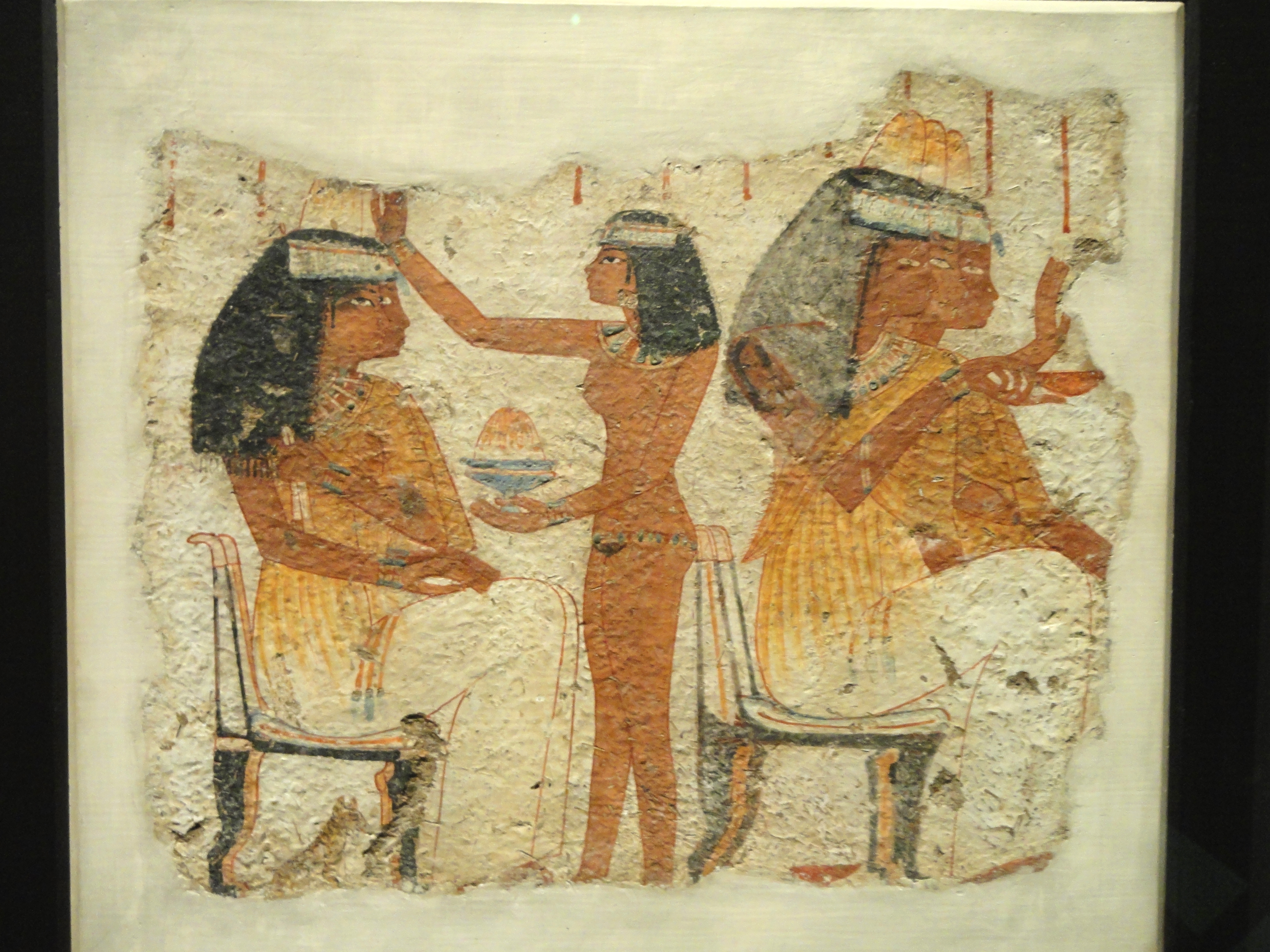
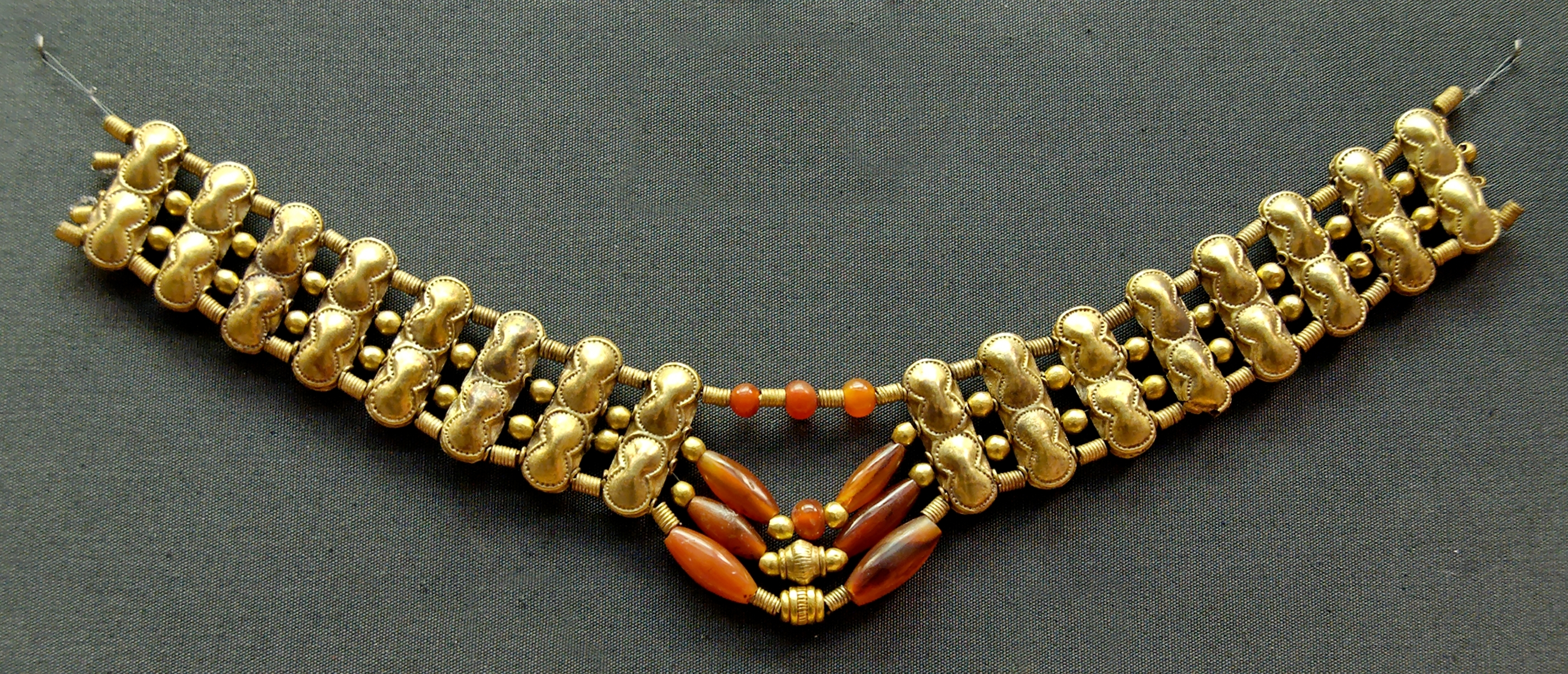
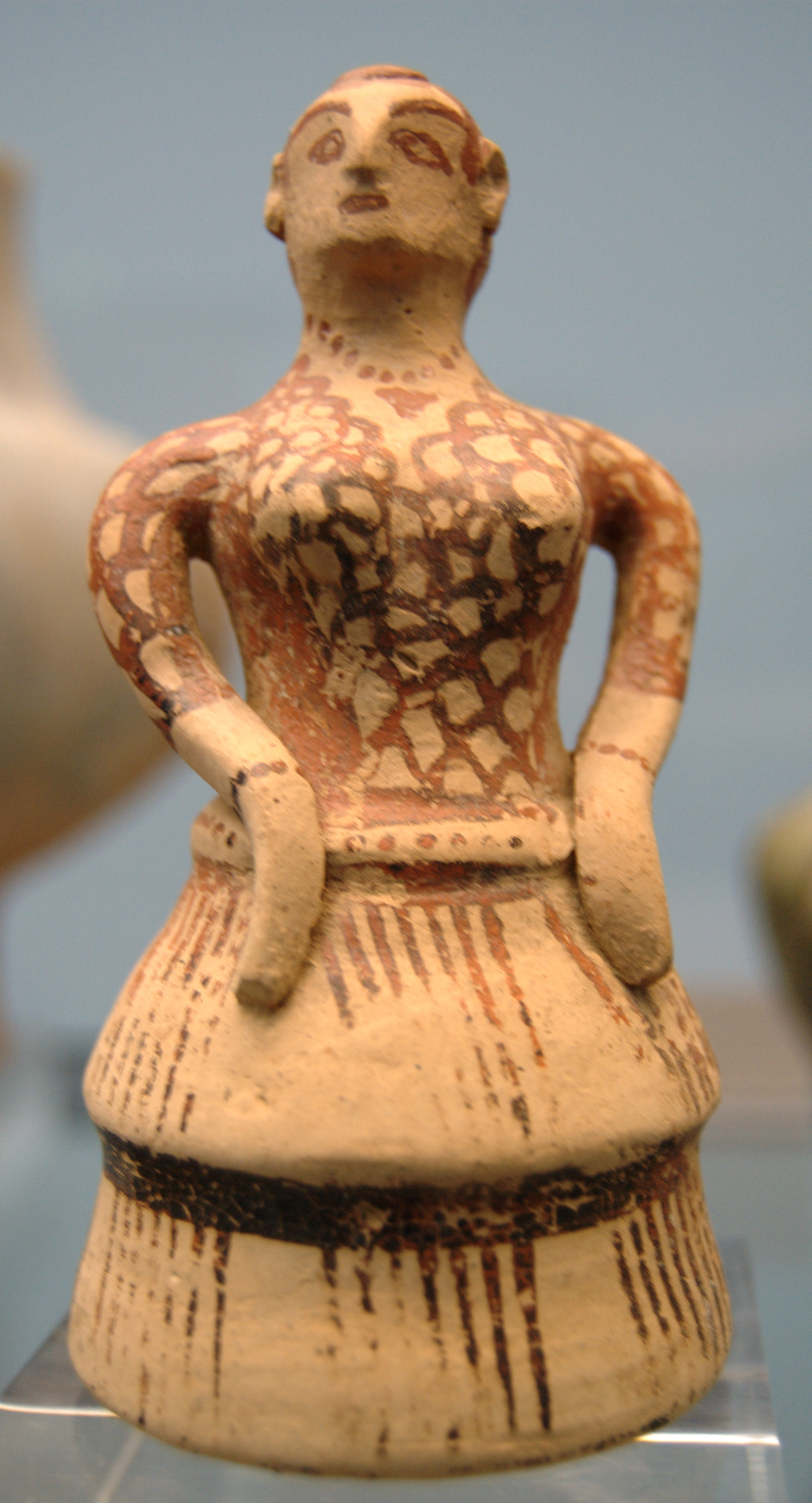
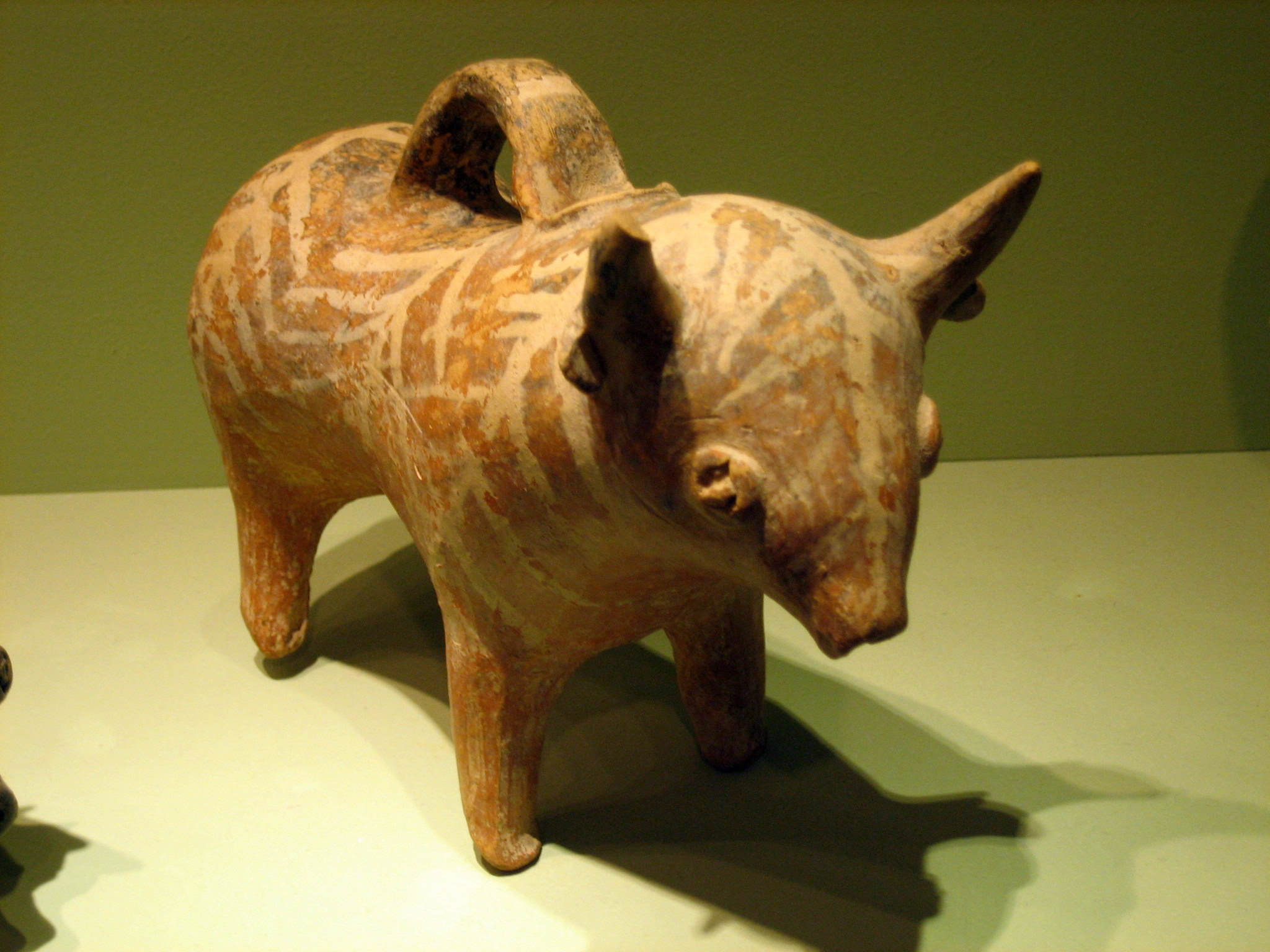
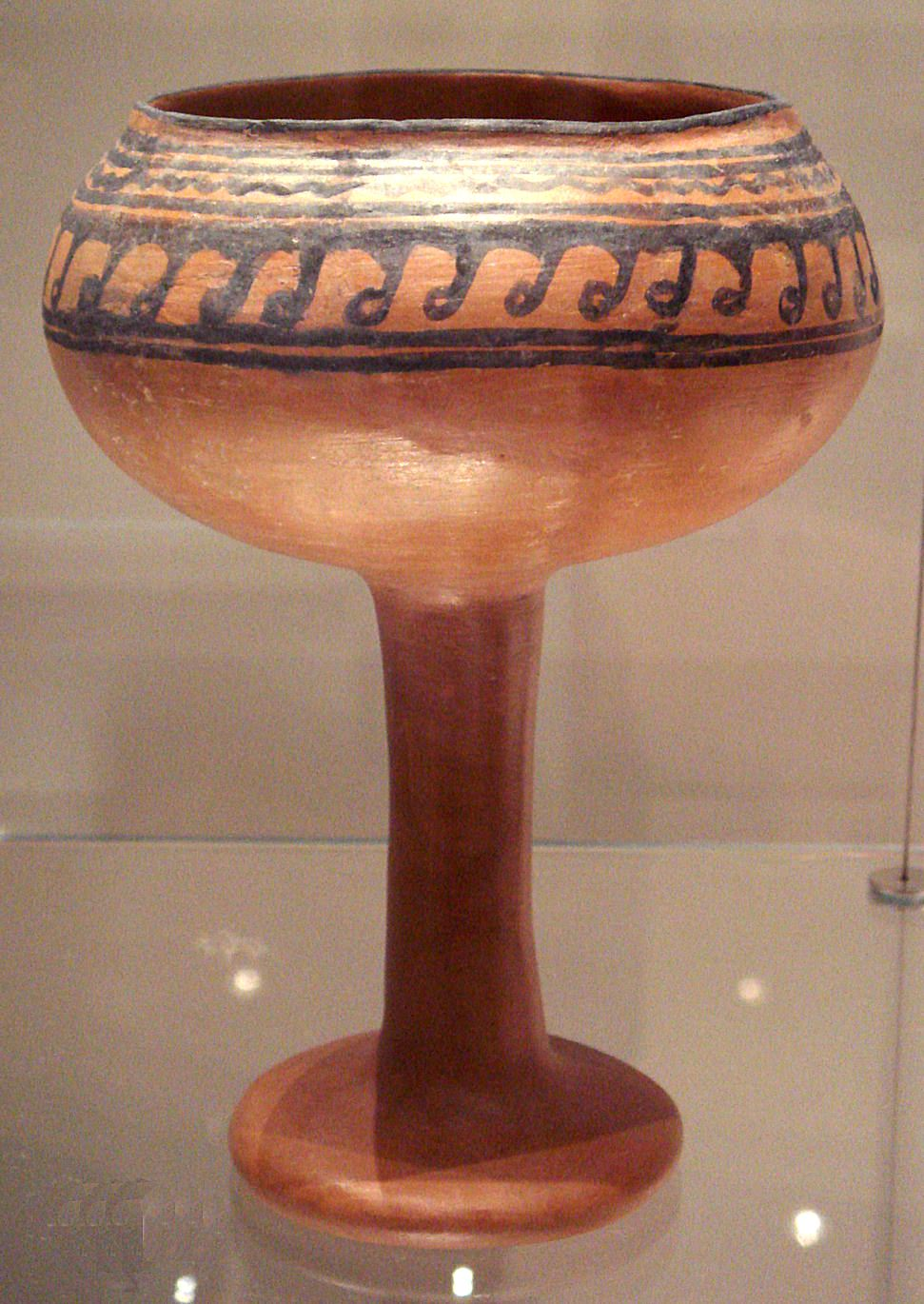
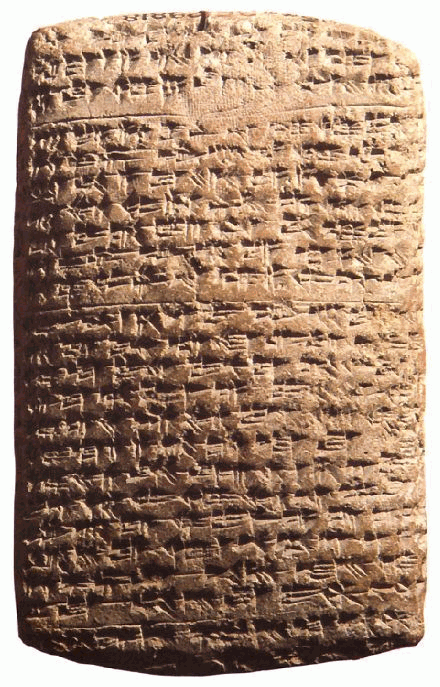
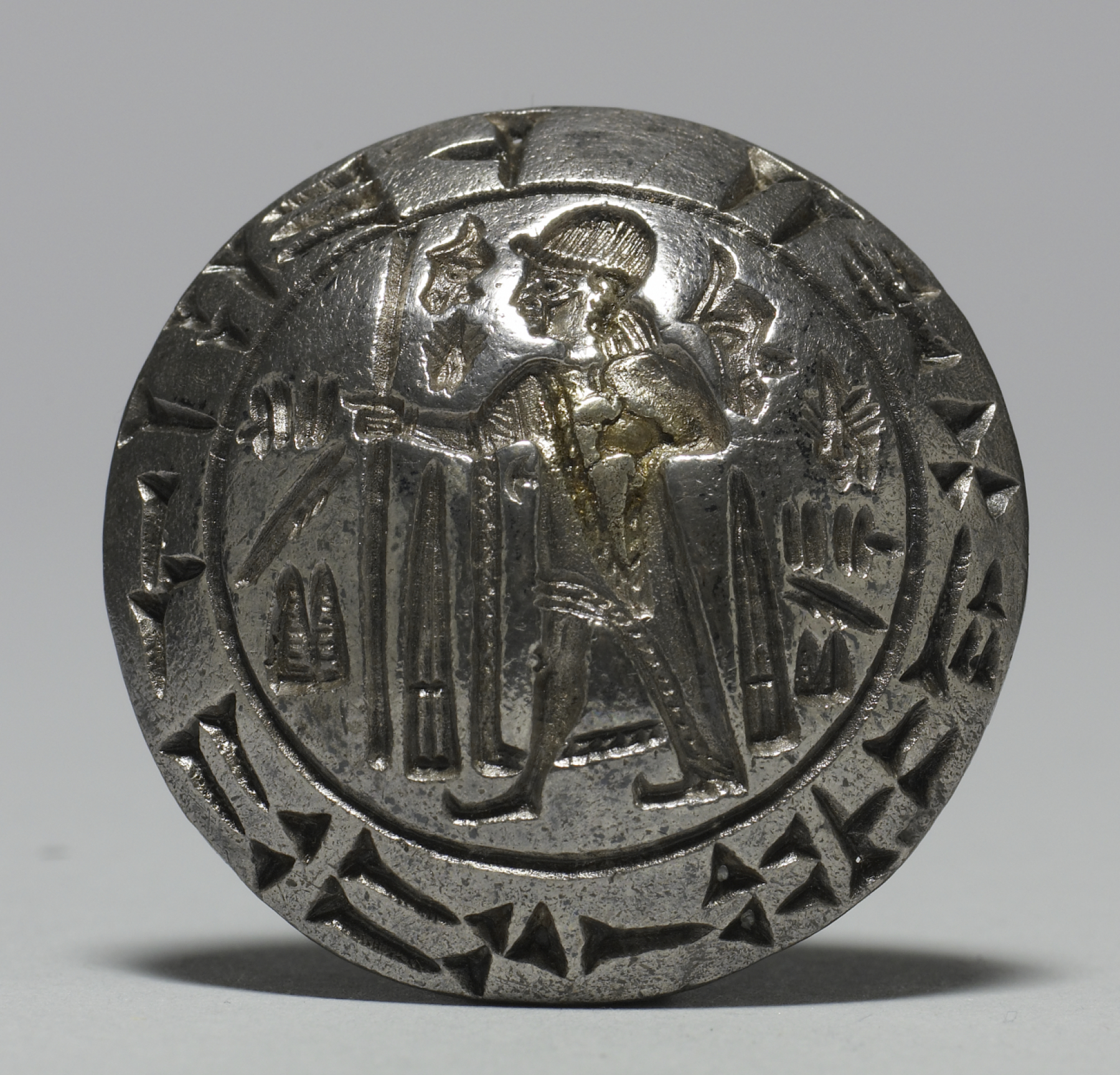
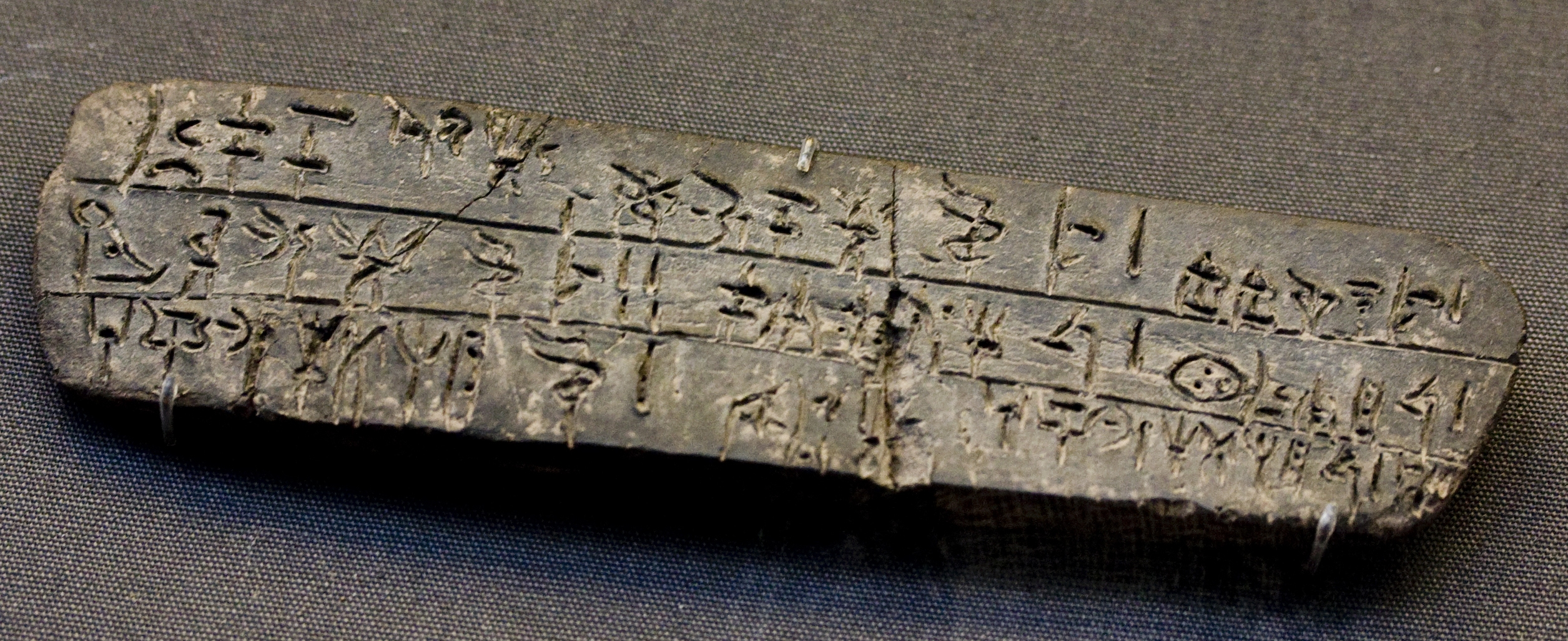
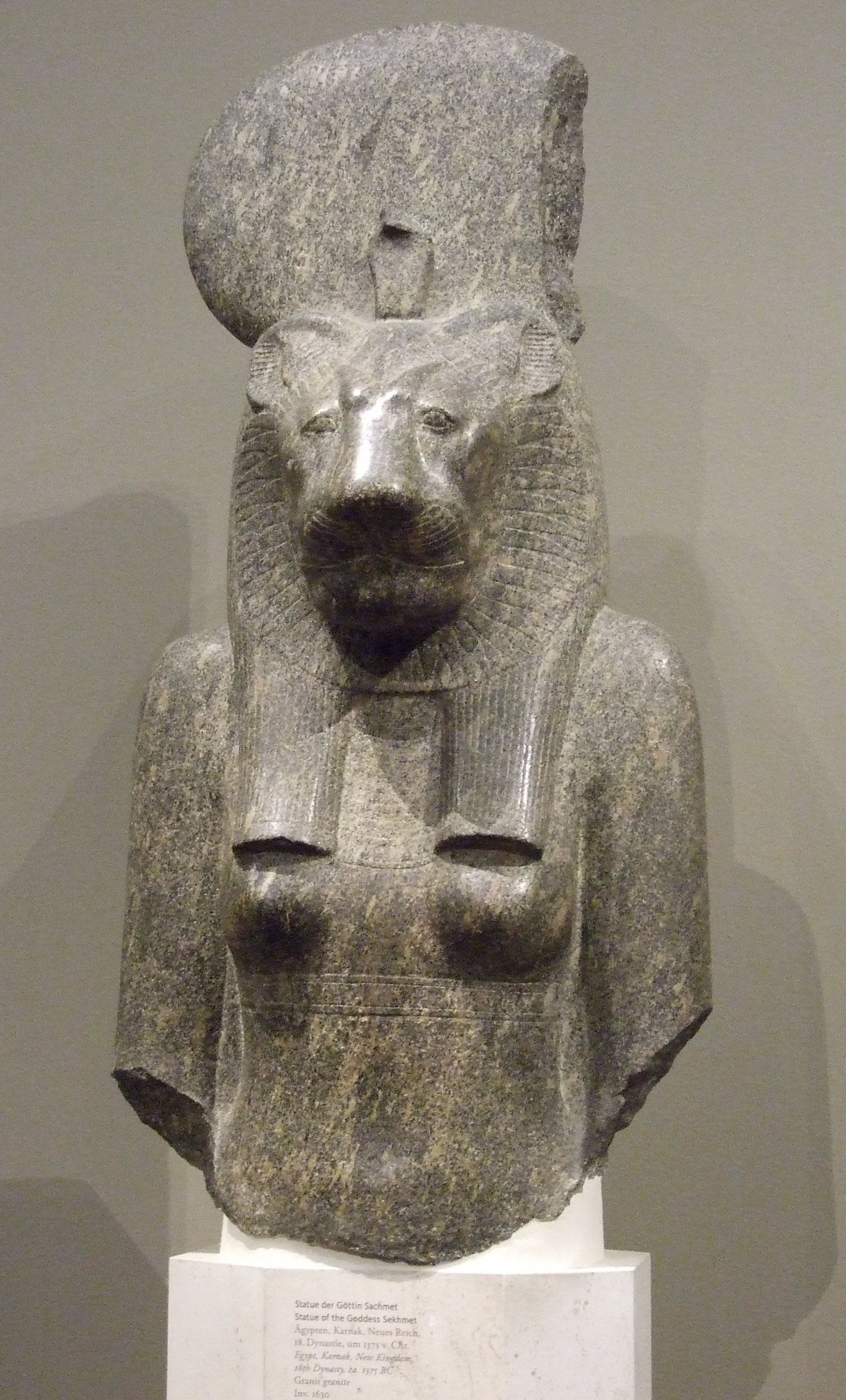
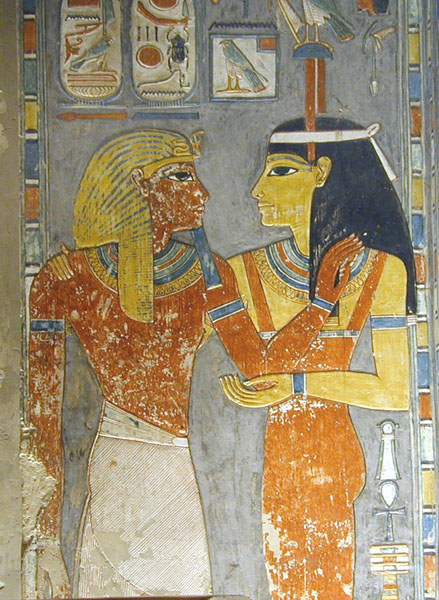
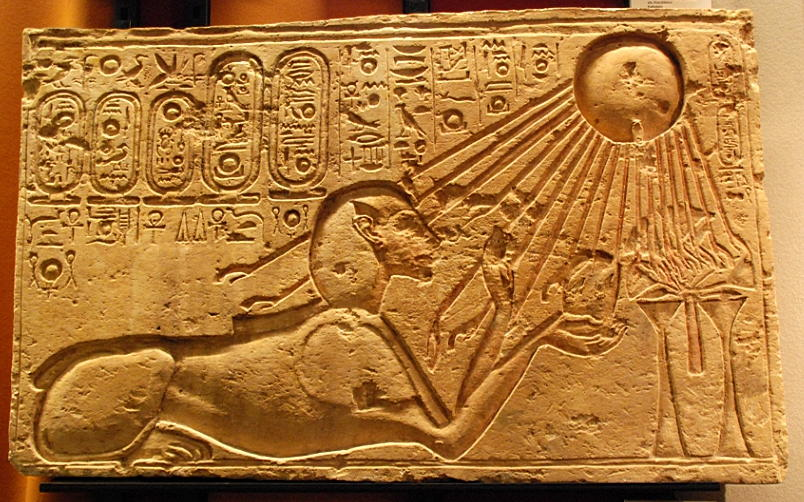
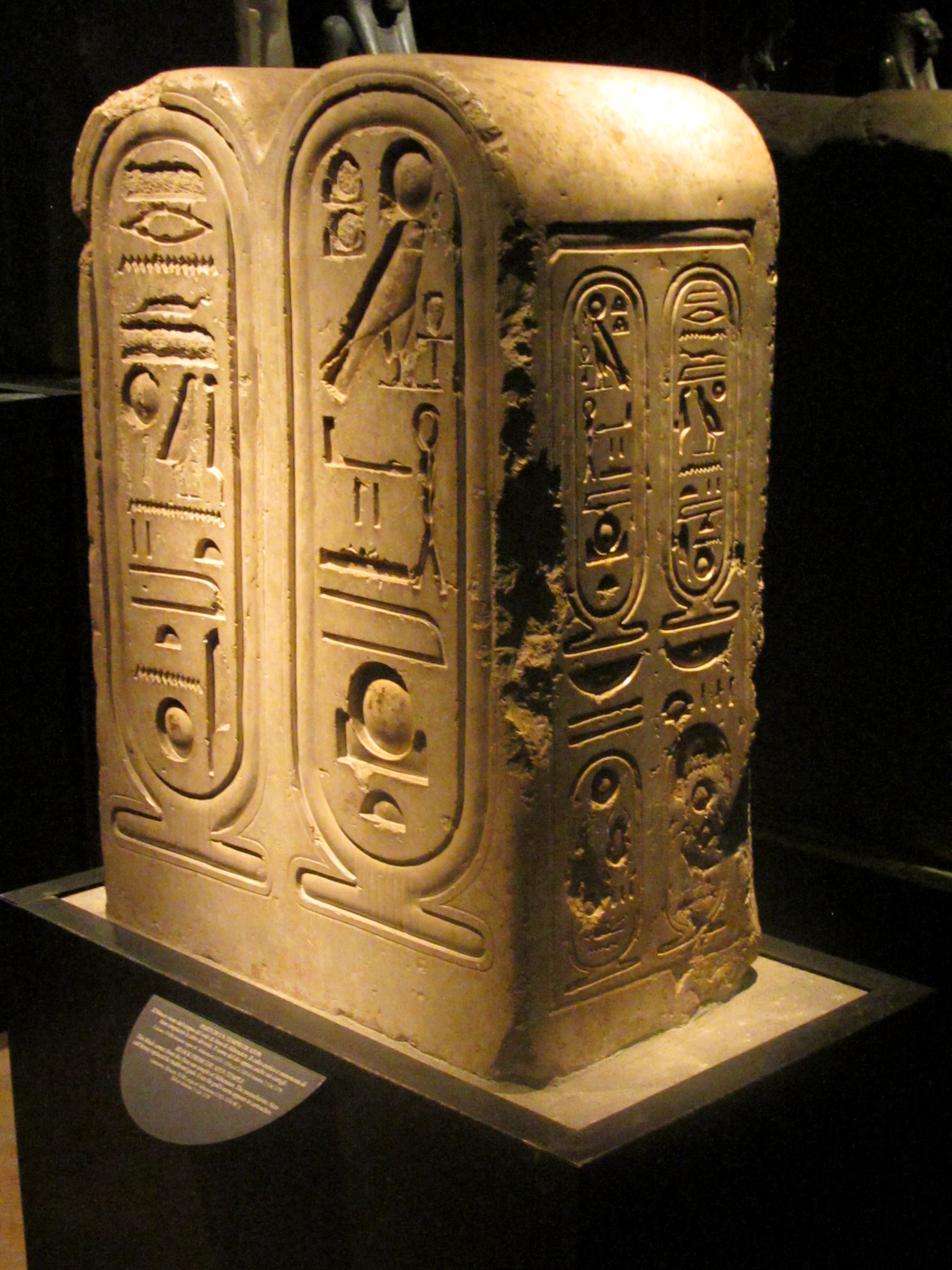
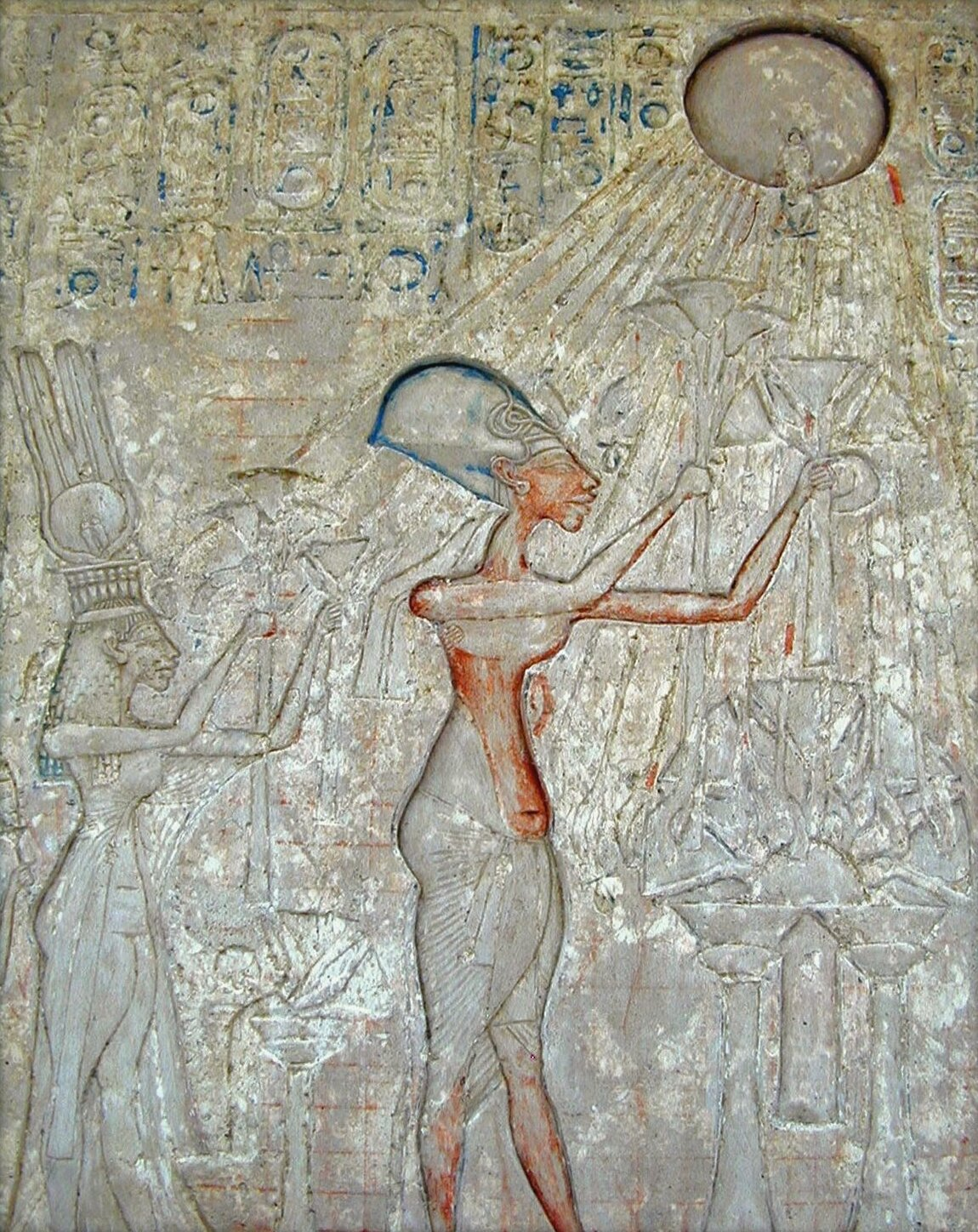
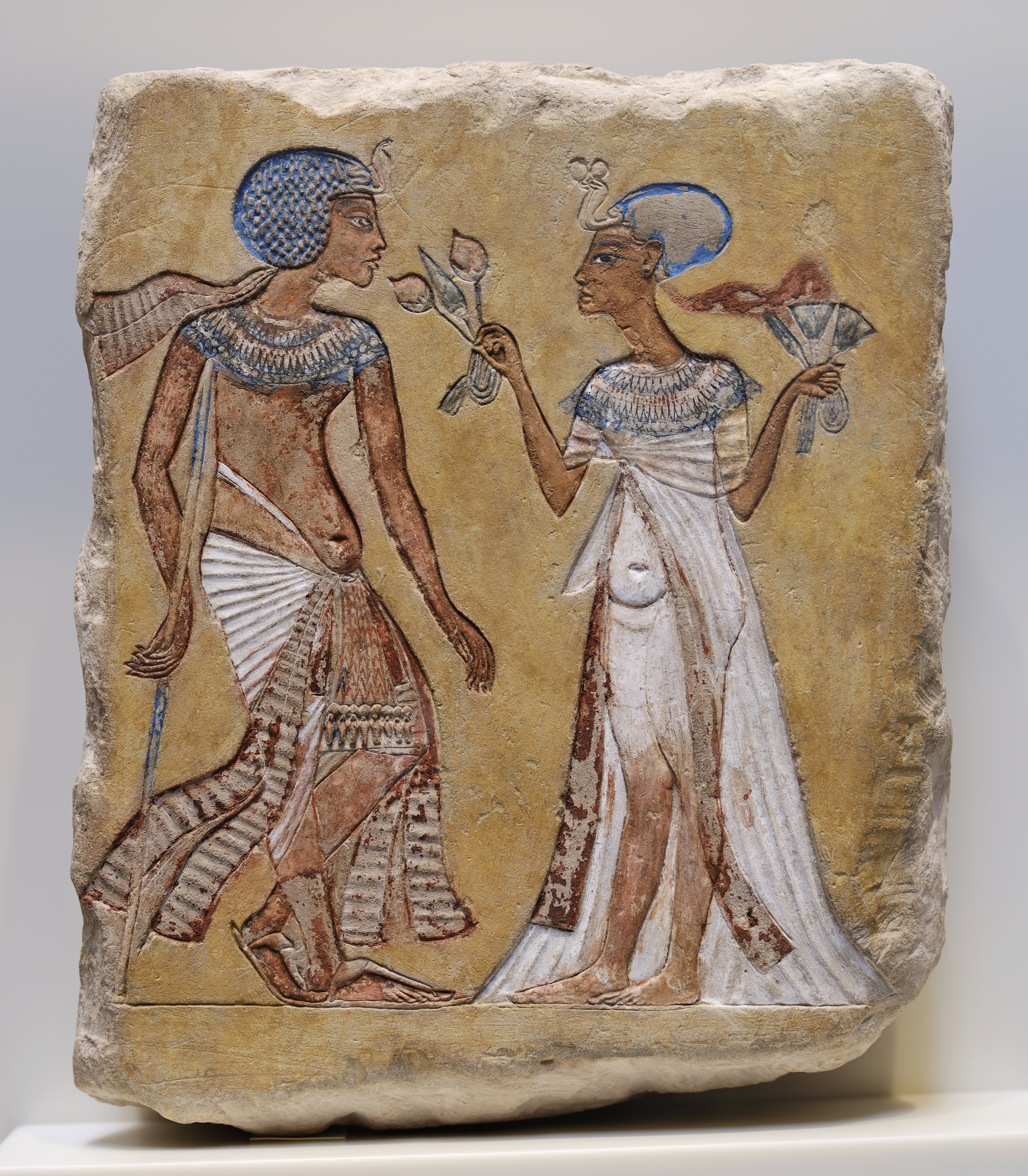
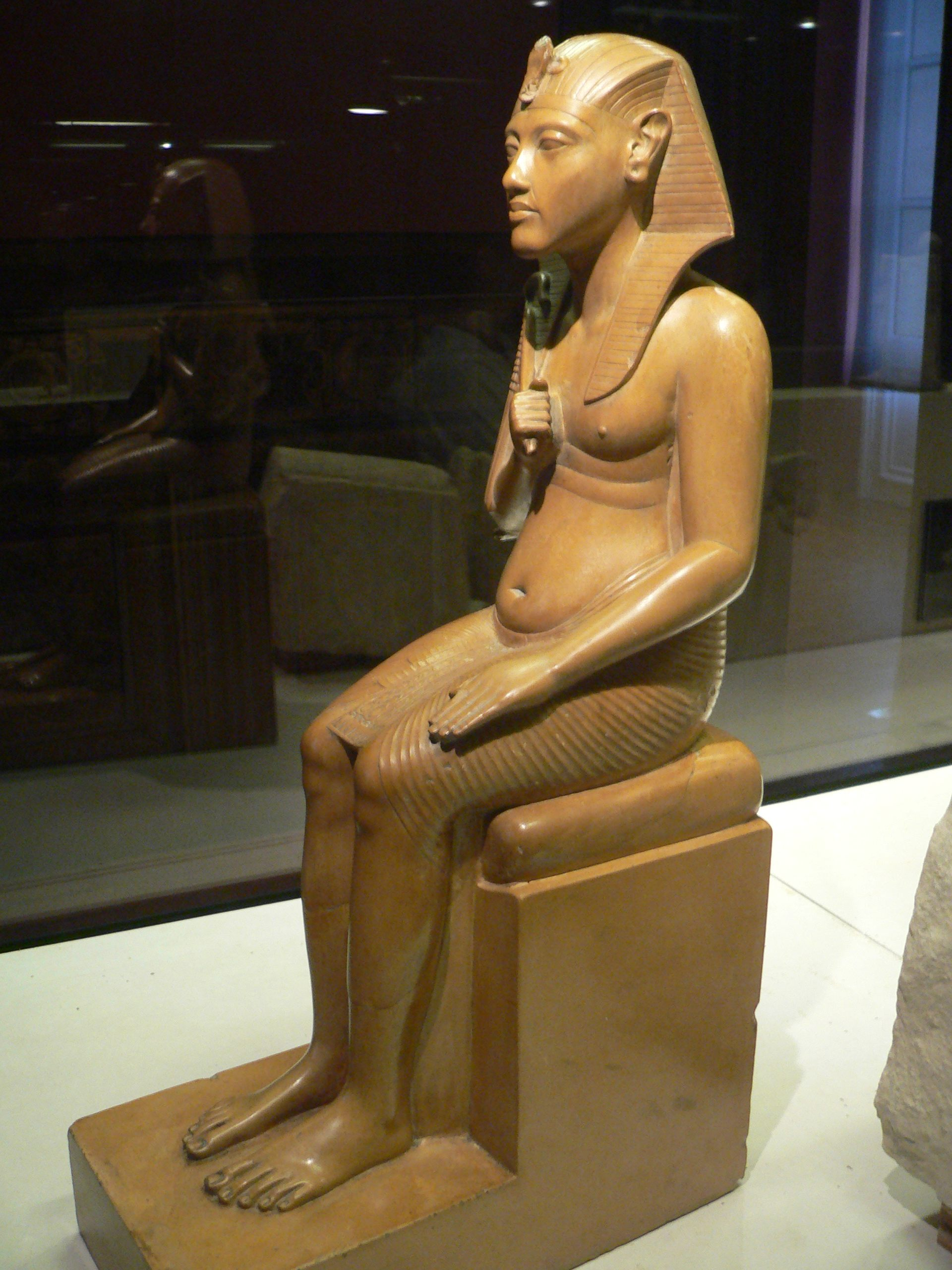
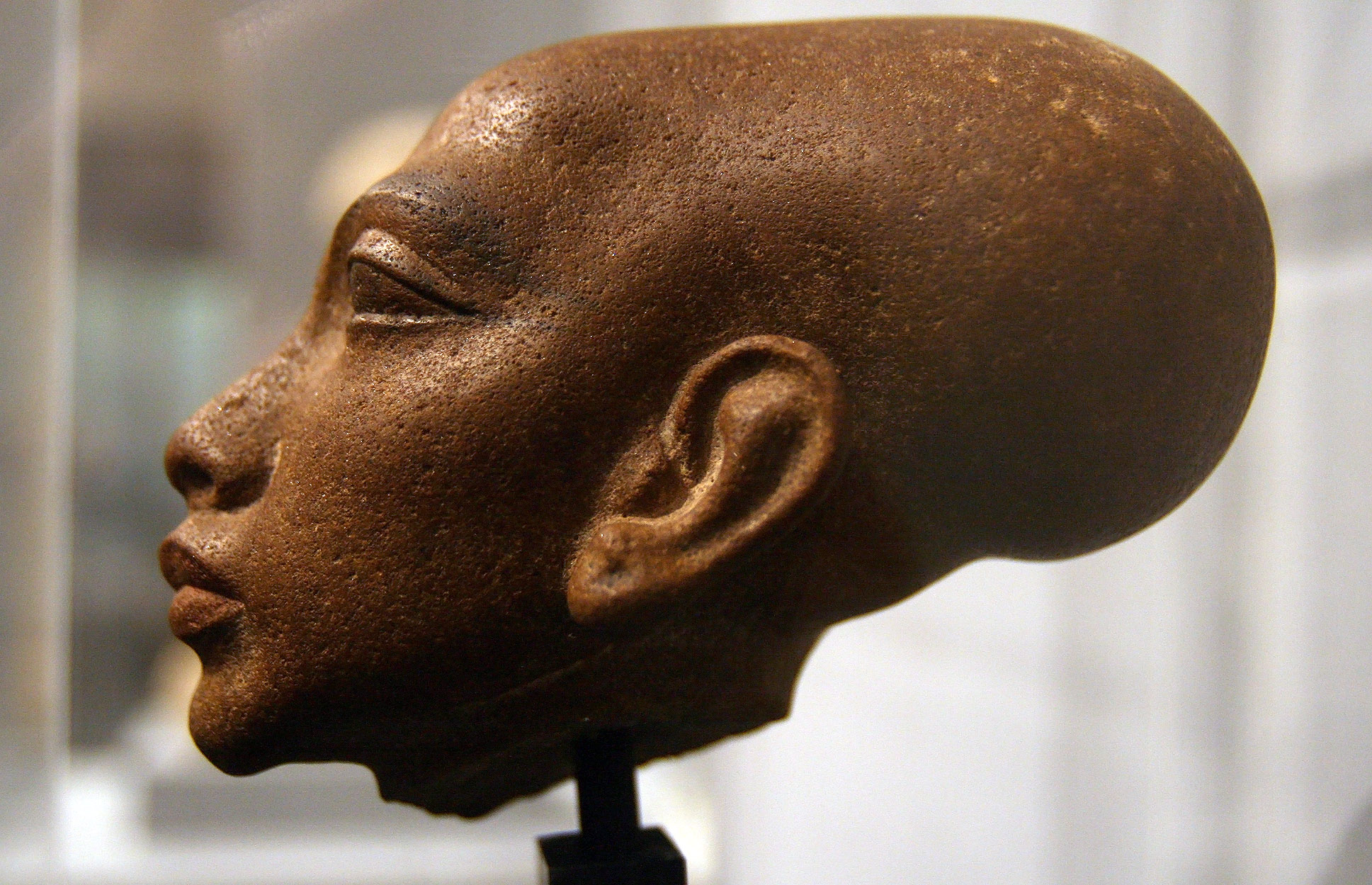
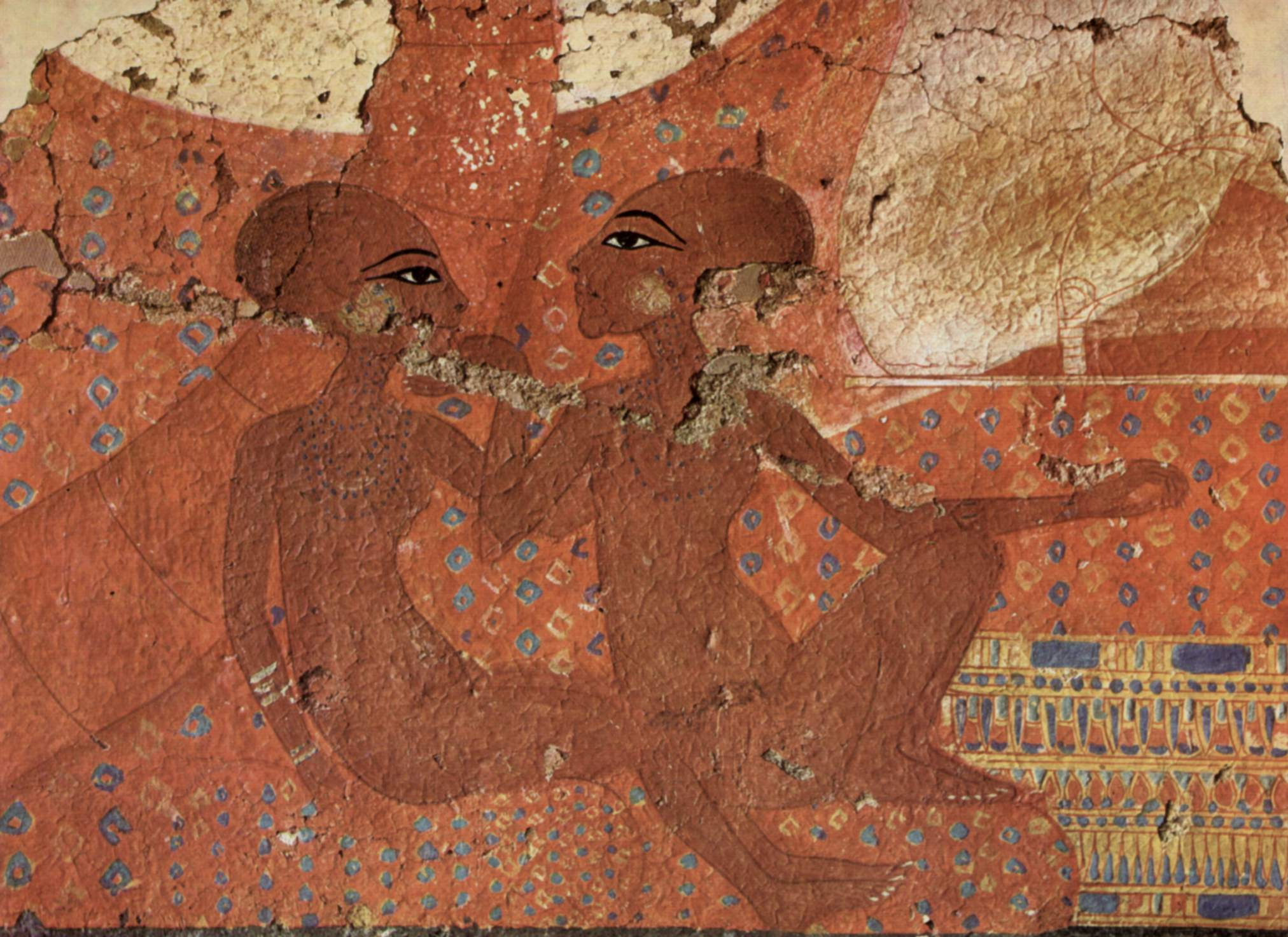
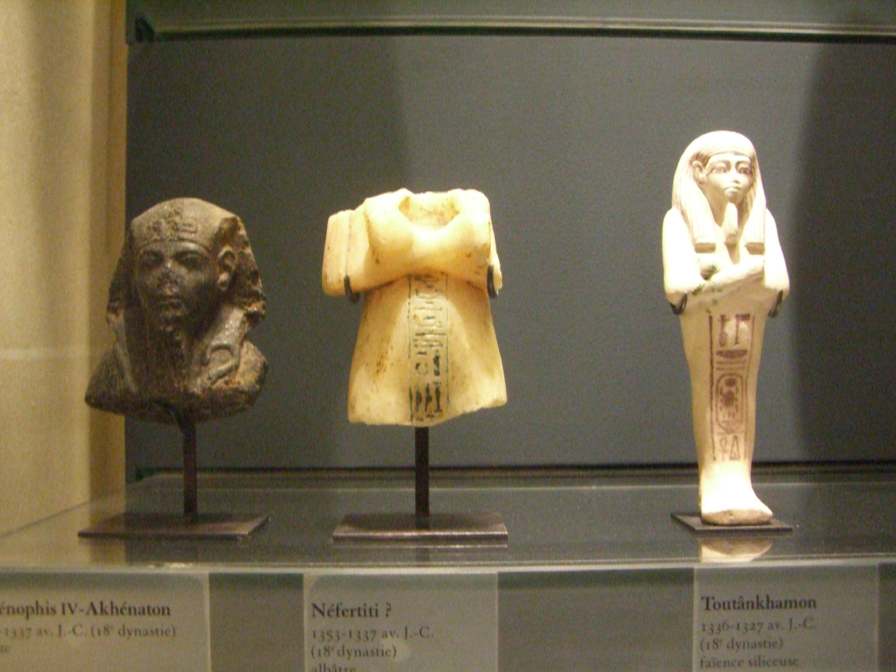
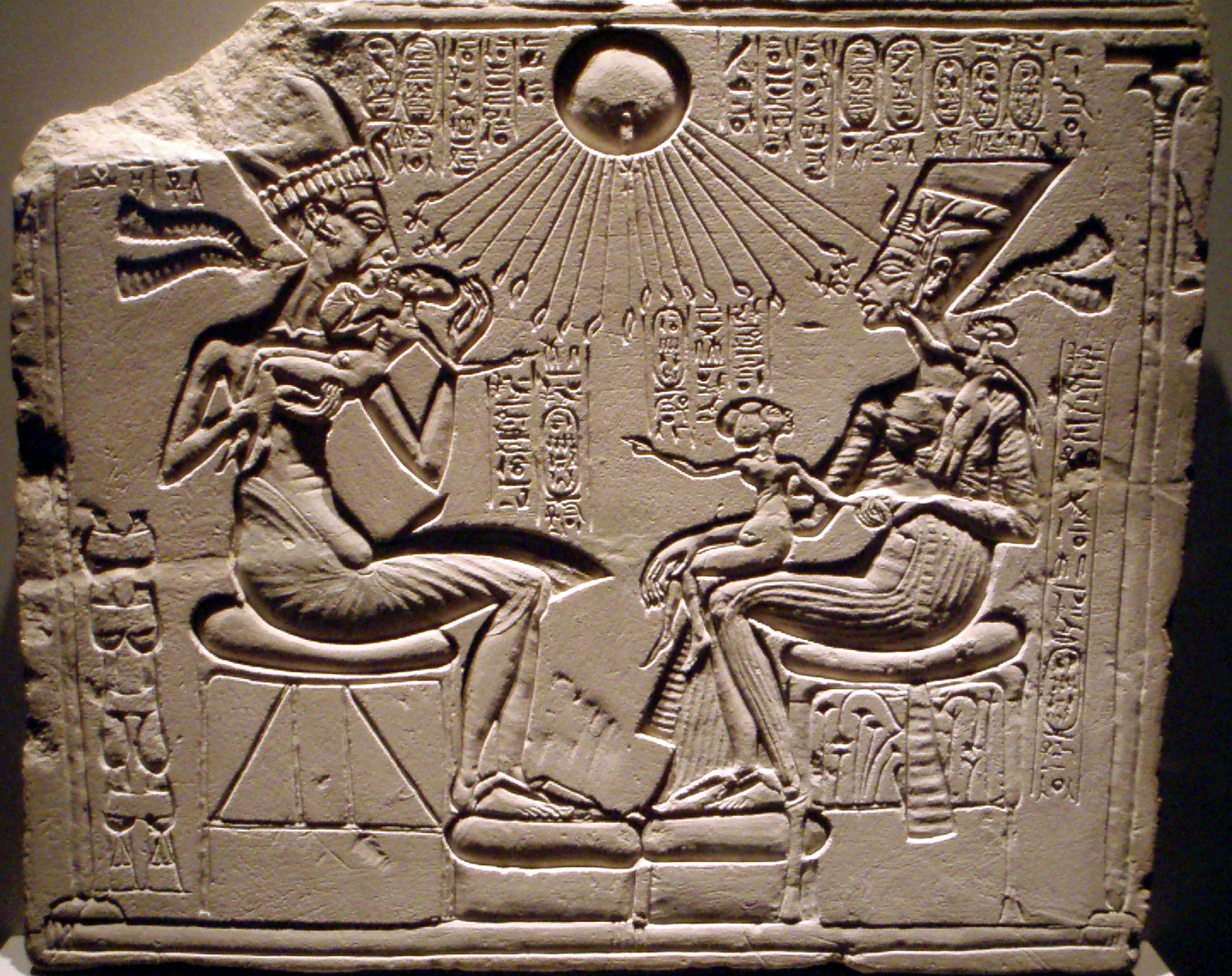

### Tezaurul faraonului Tutankhamon

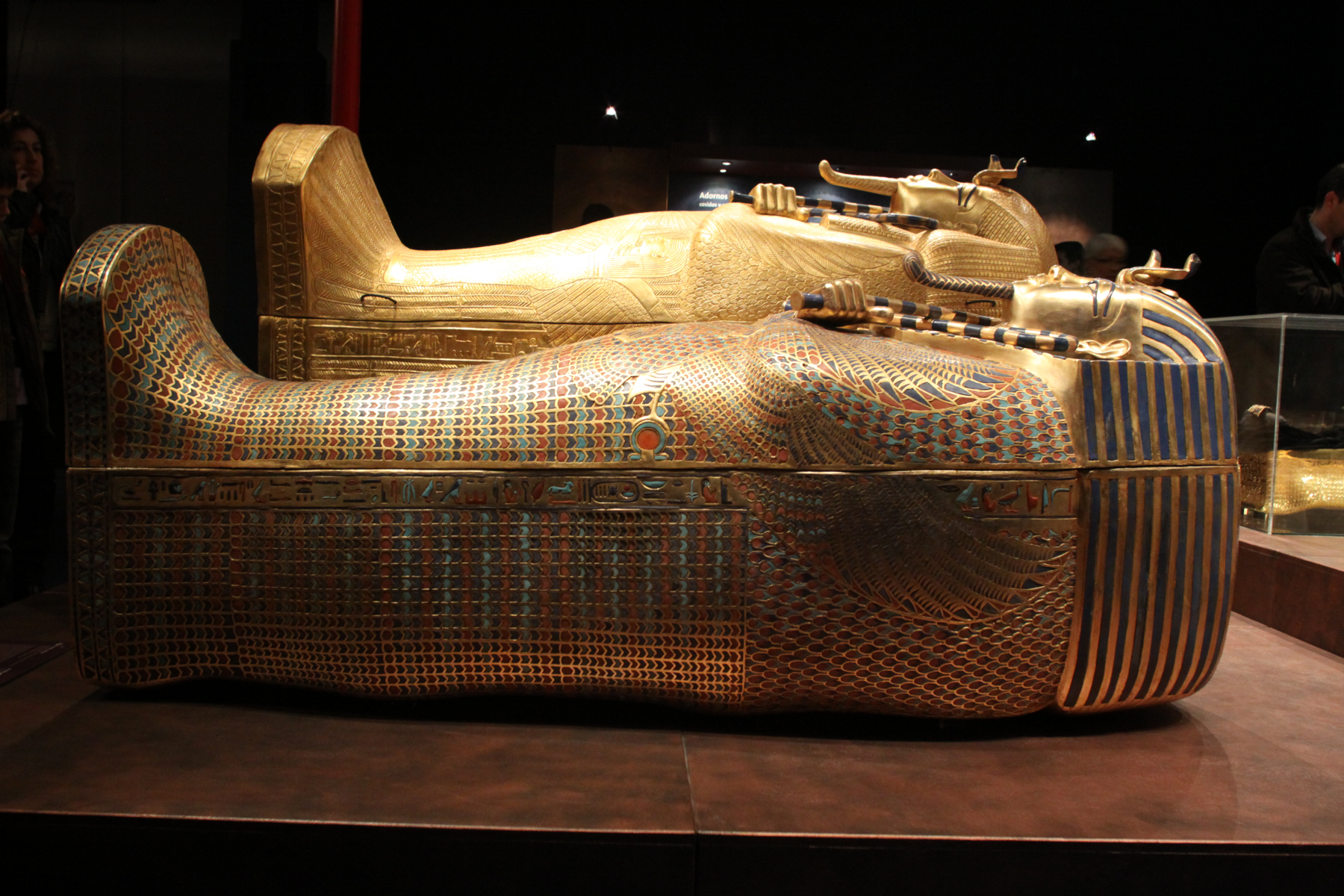
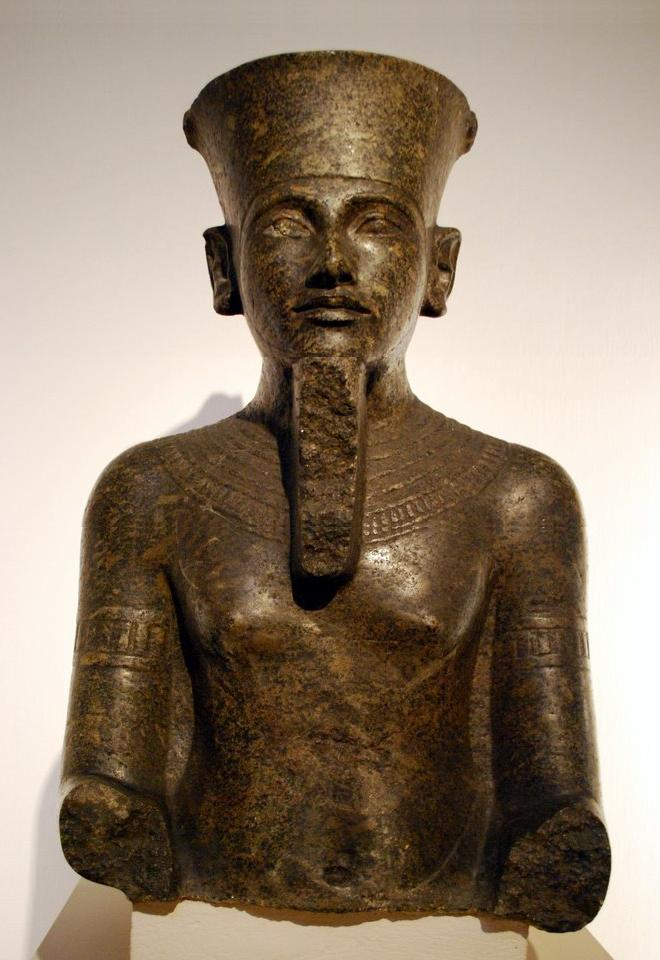
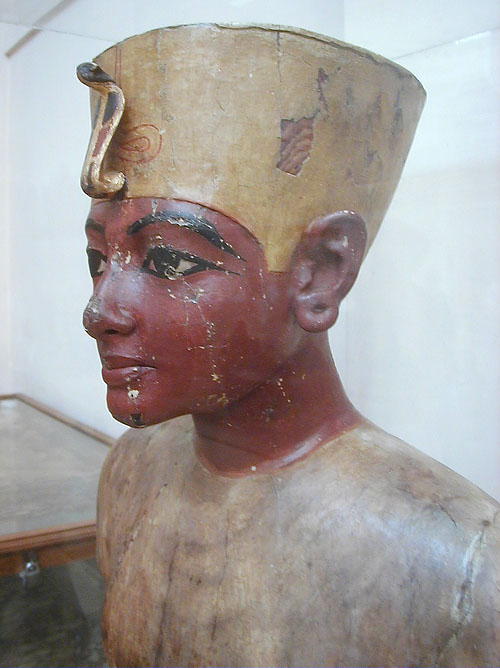
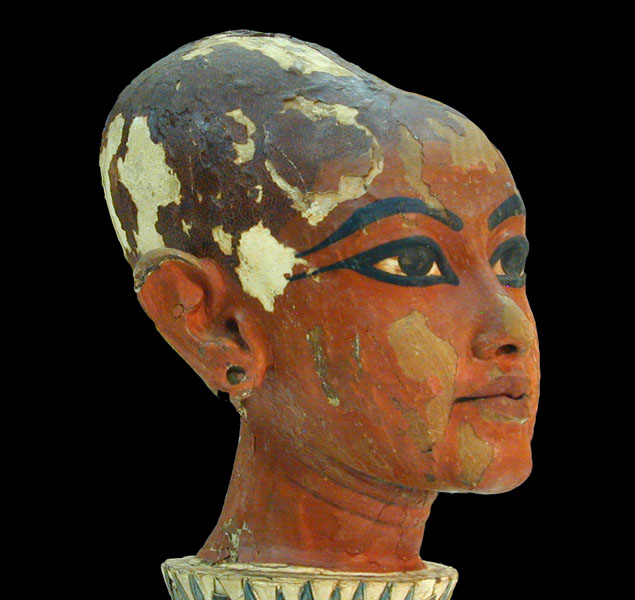
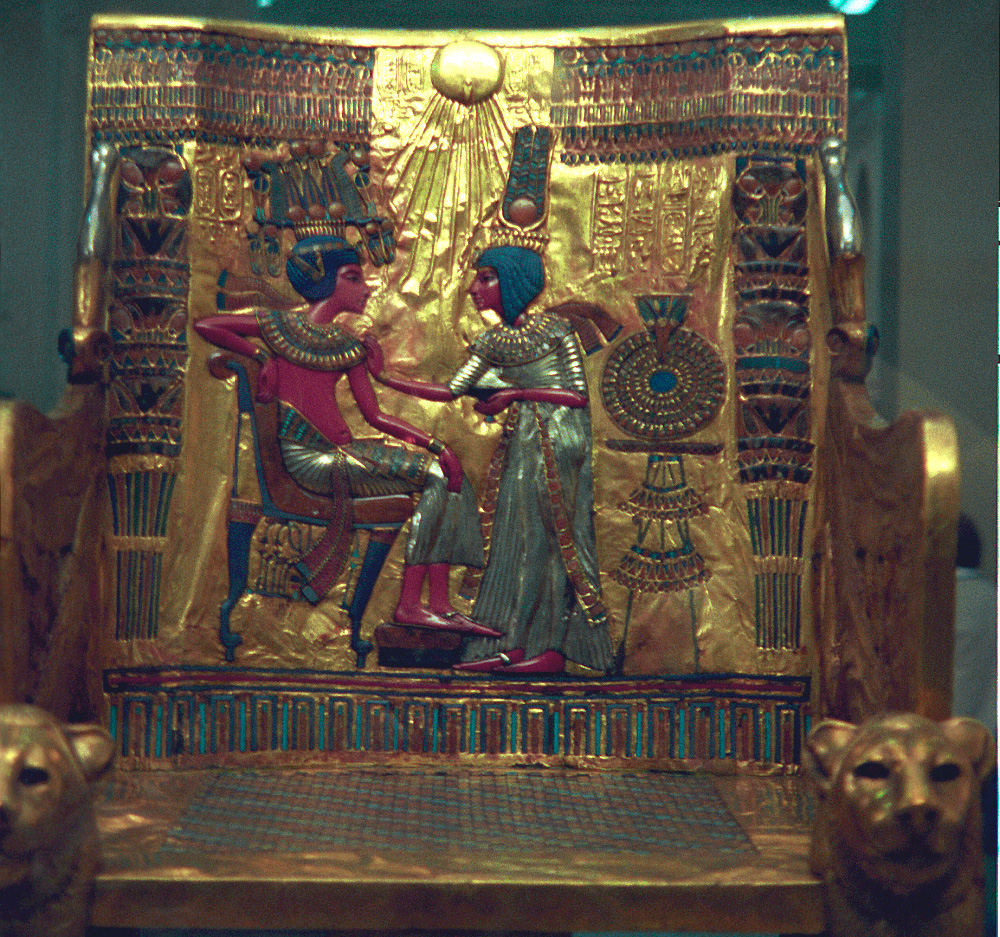
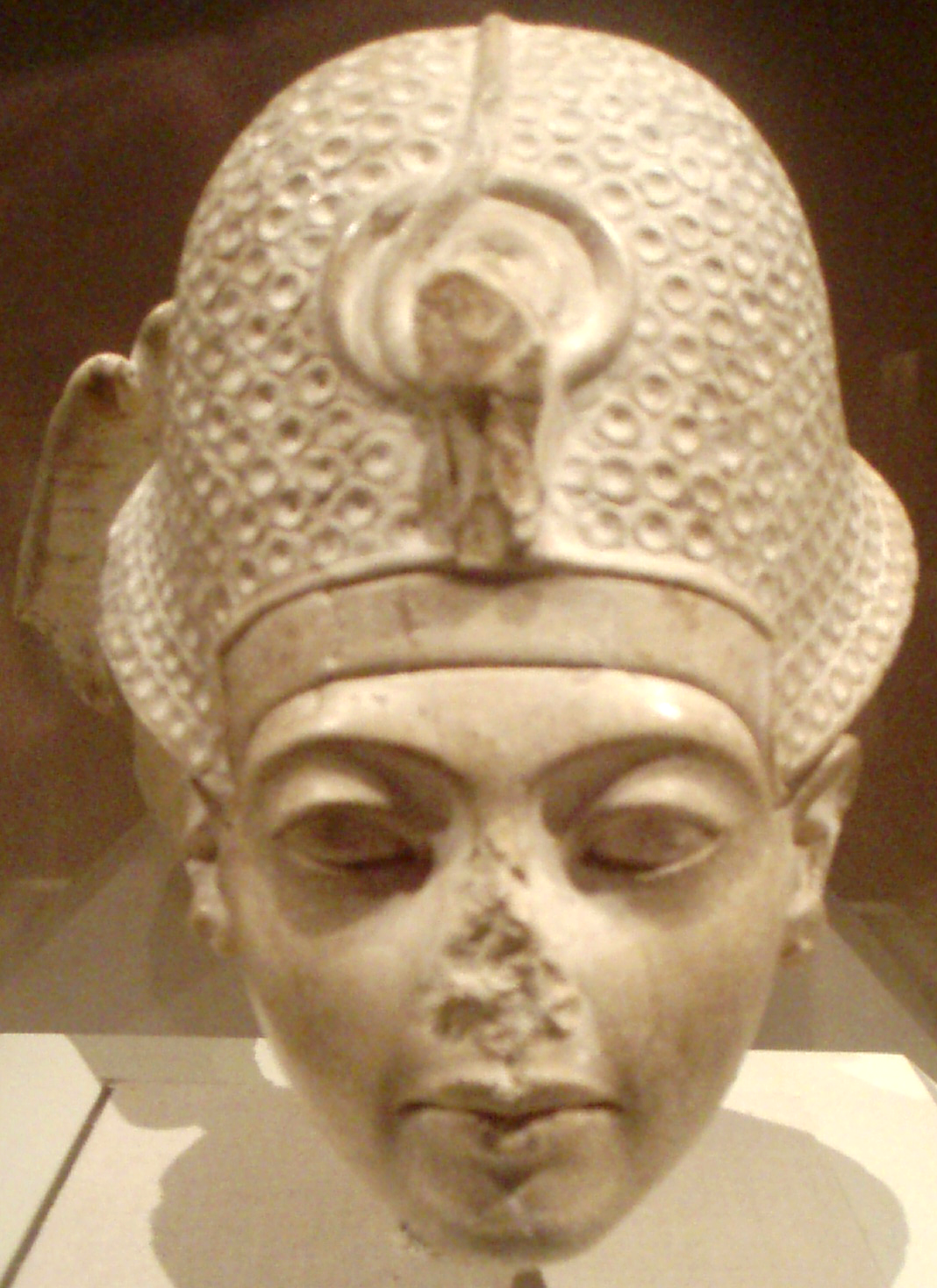
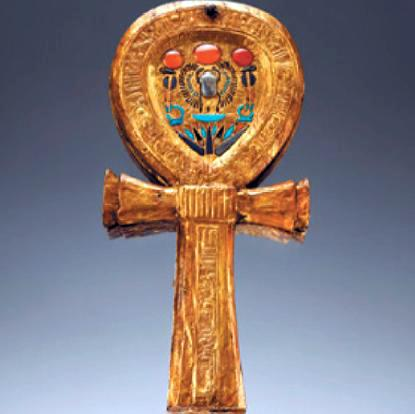
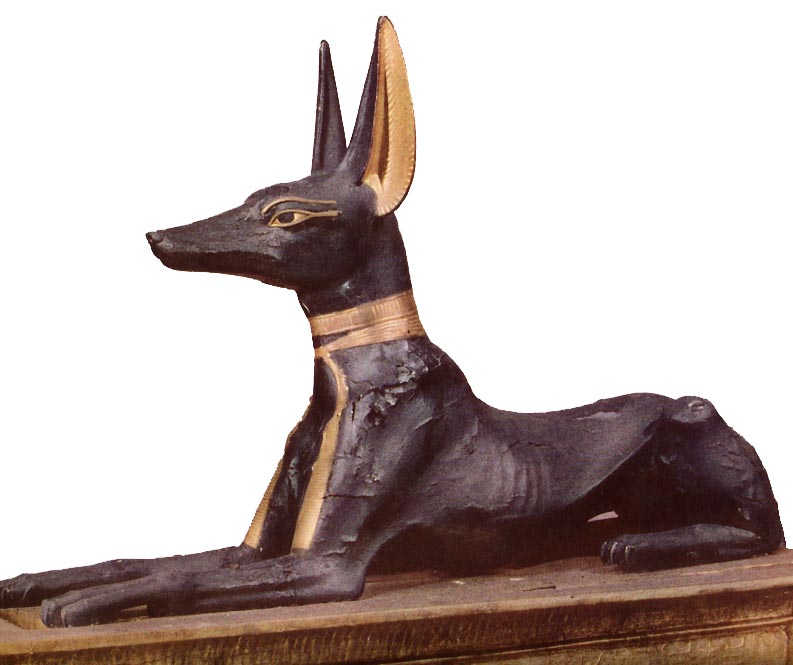
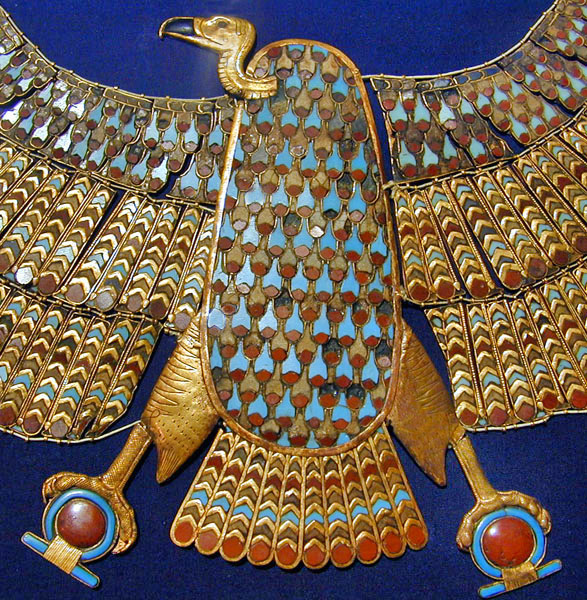
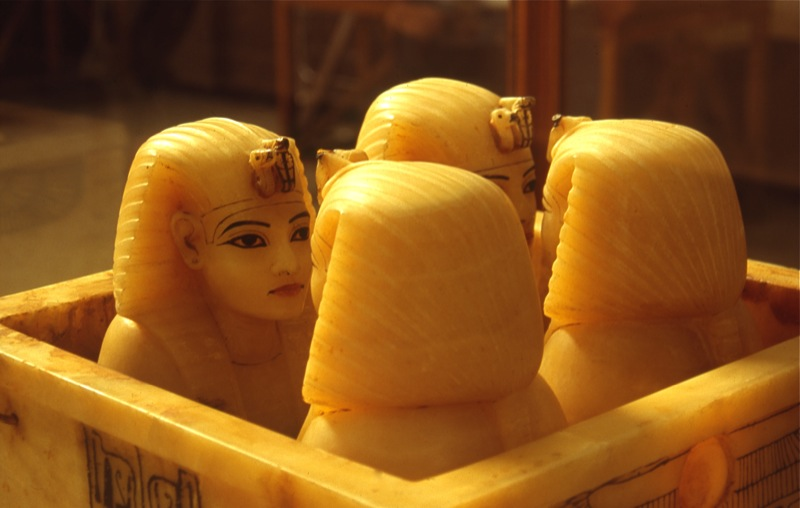
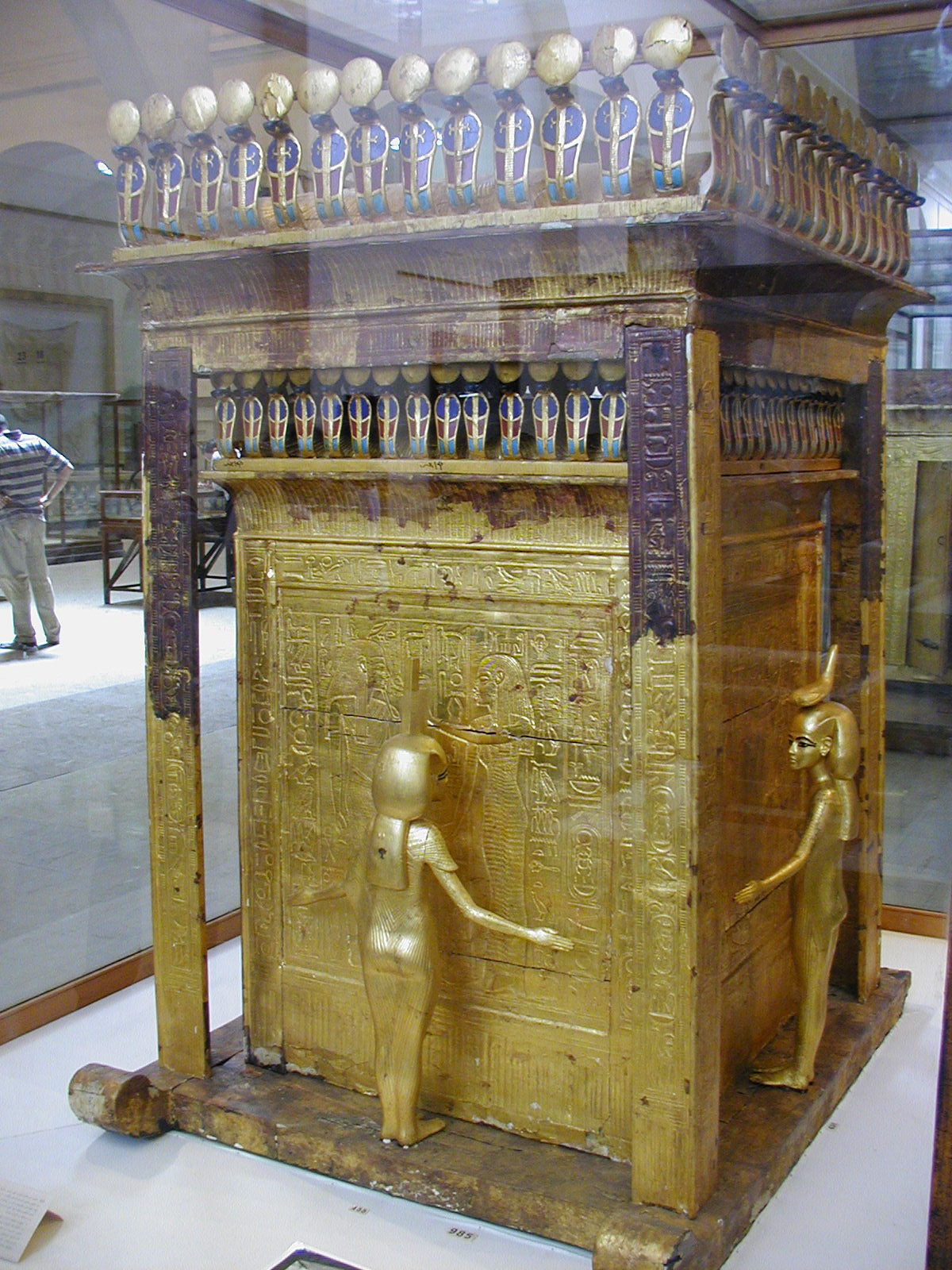
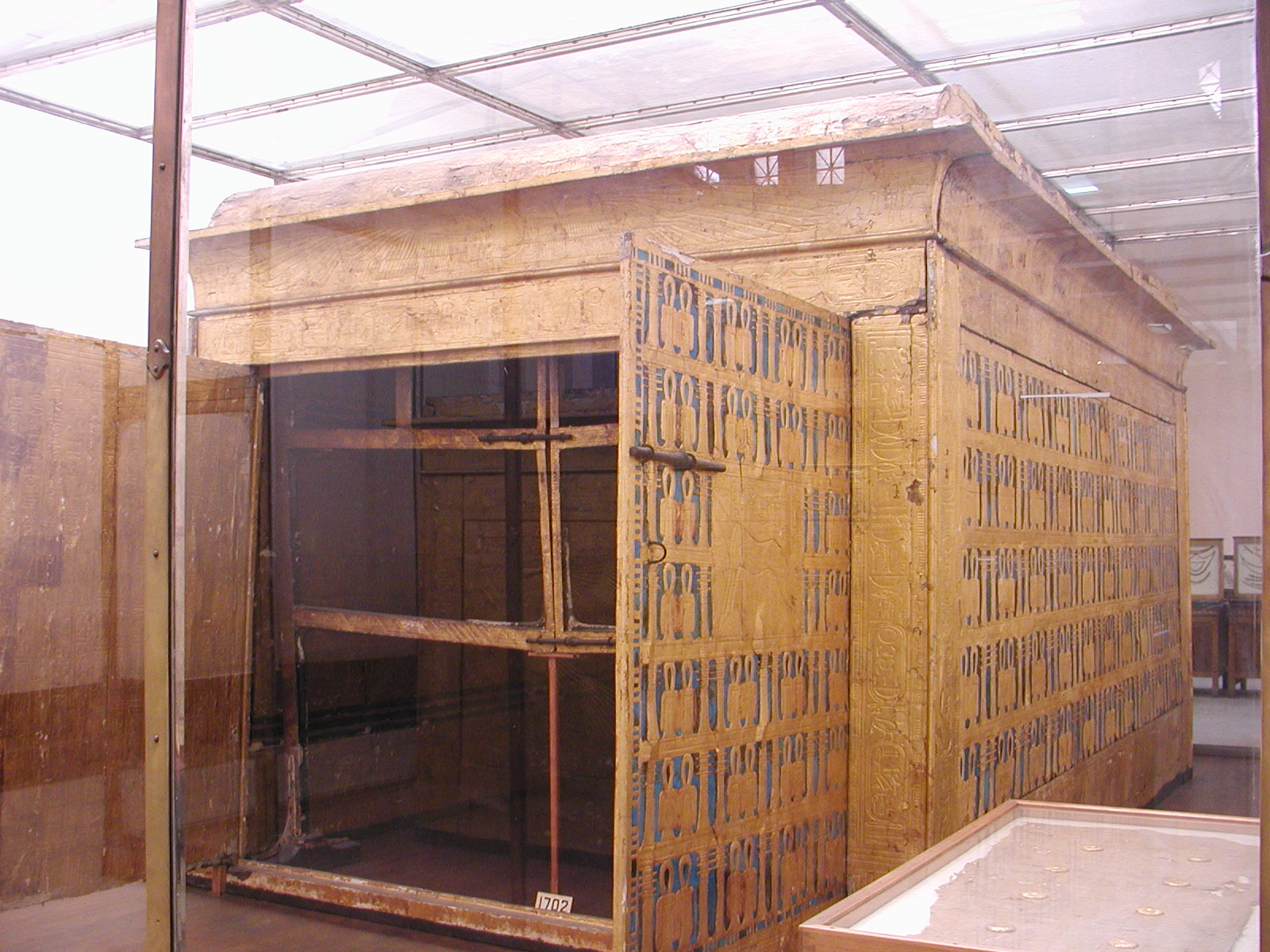
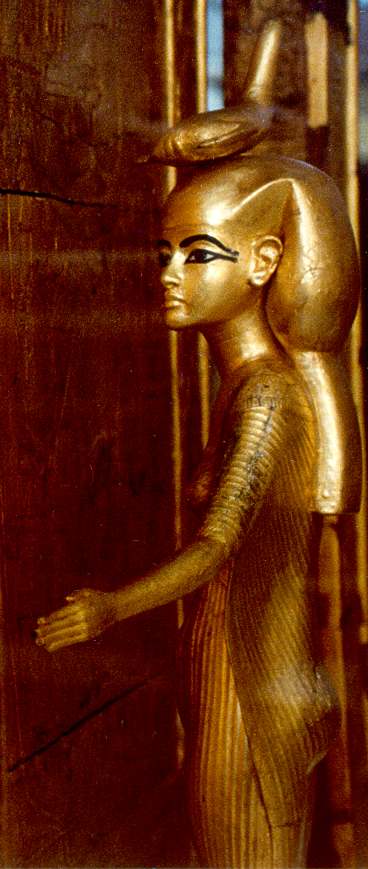
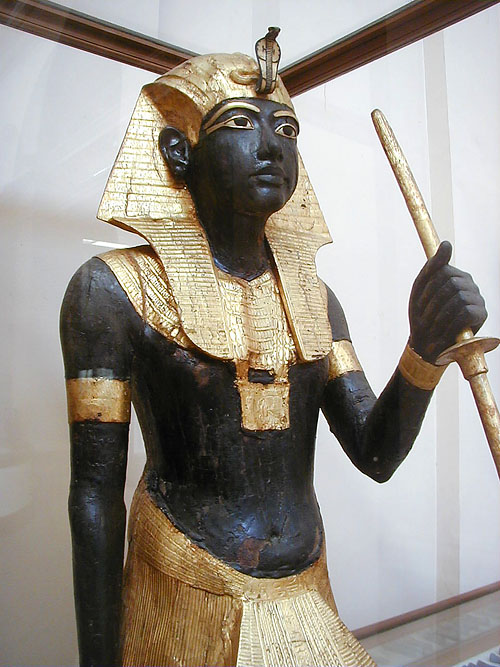
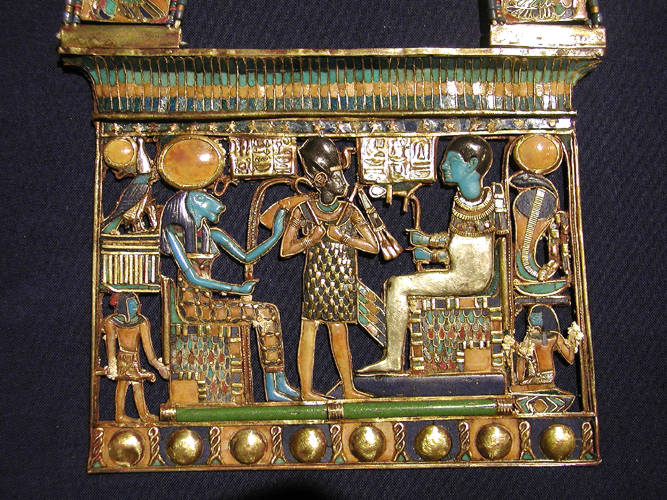
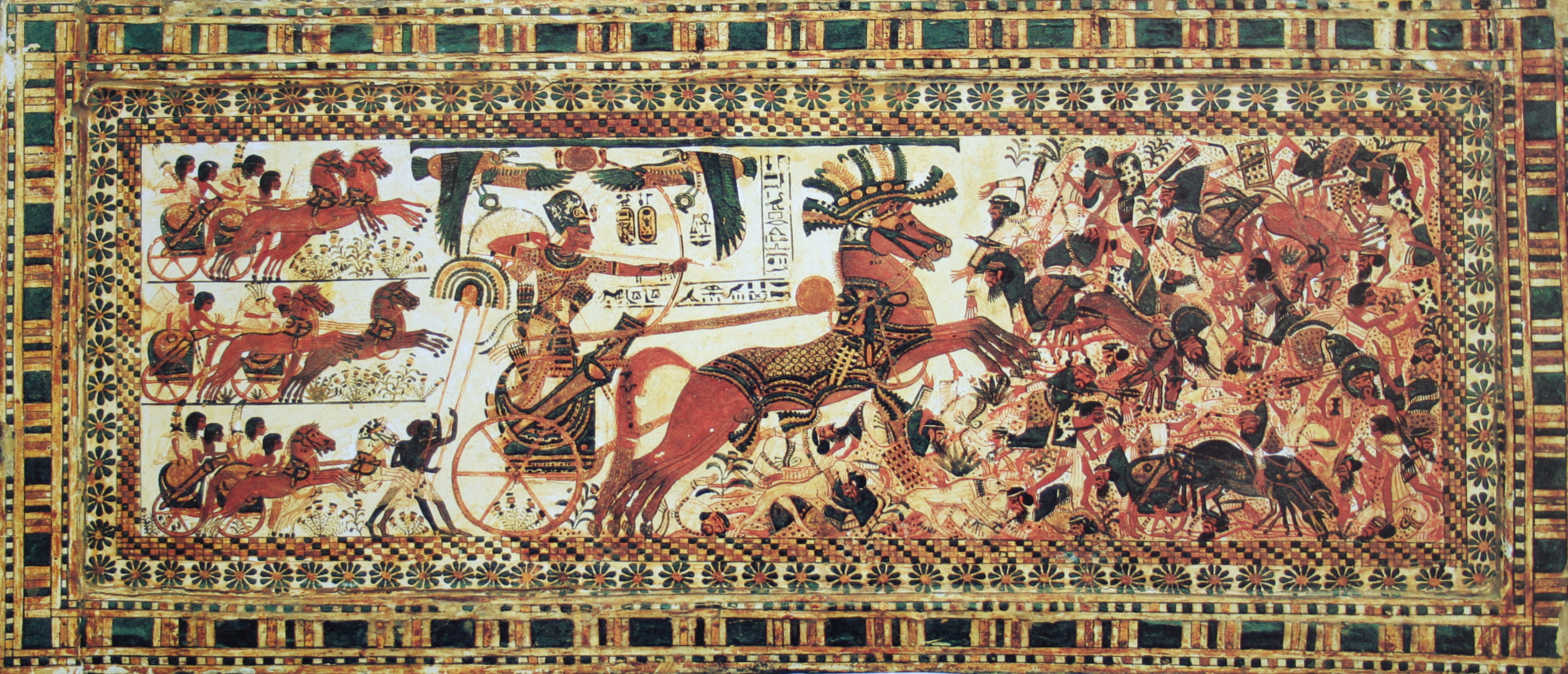
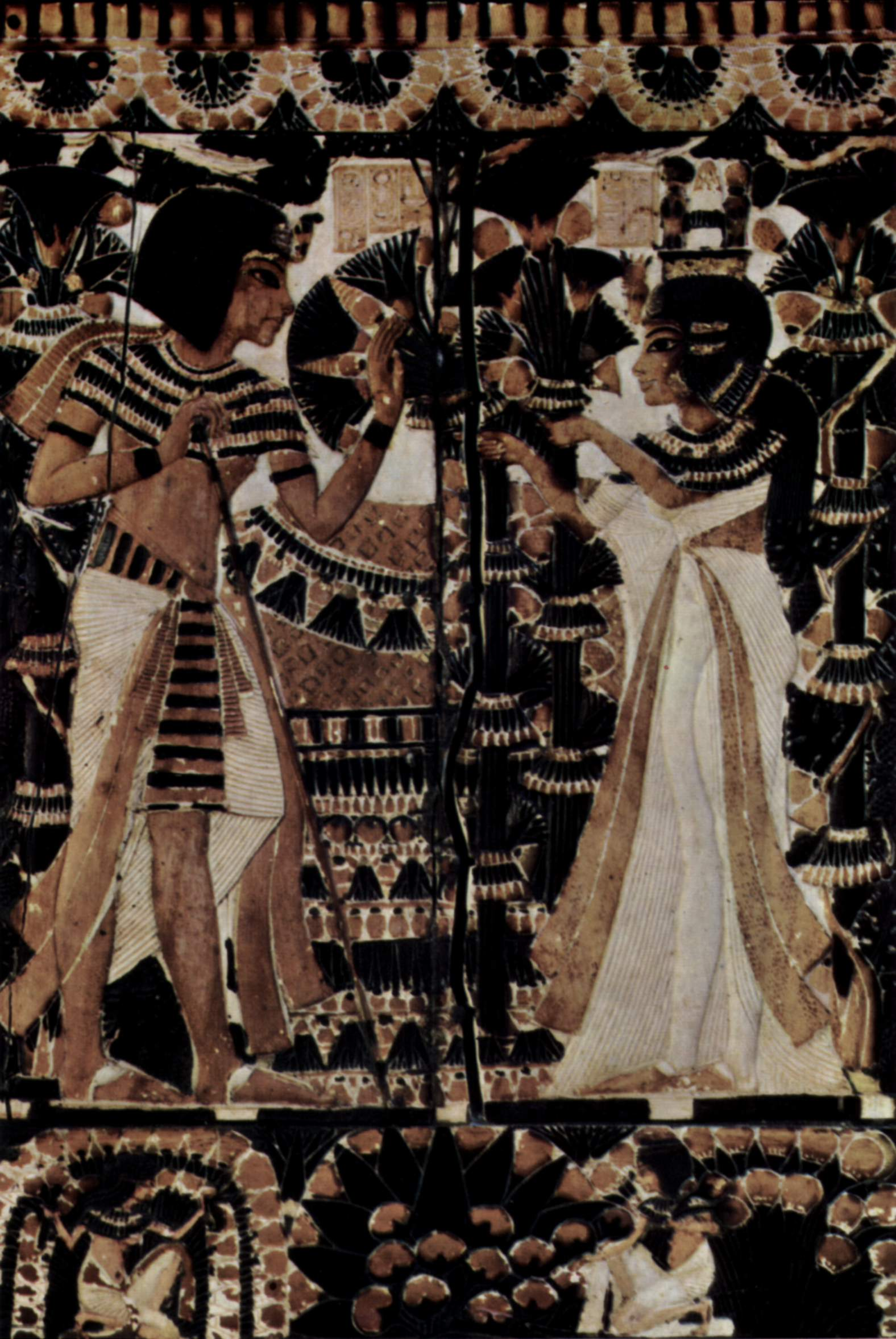
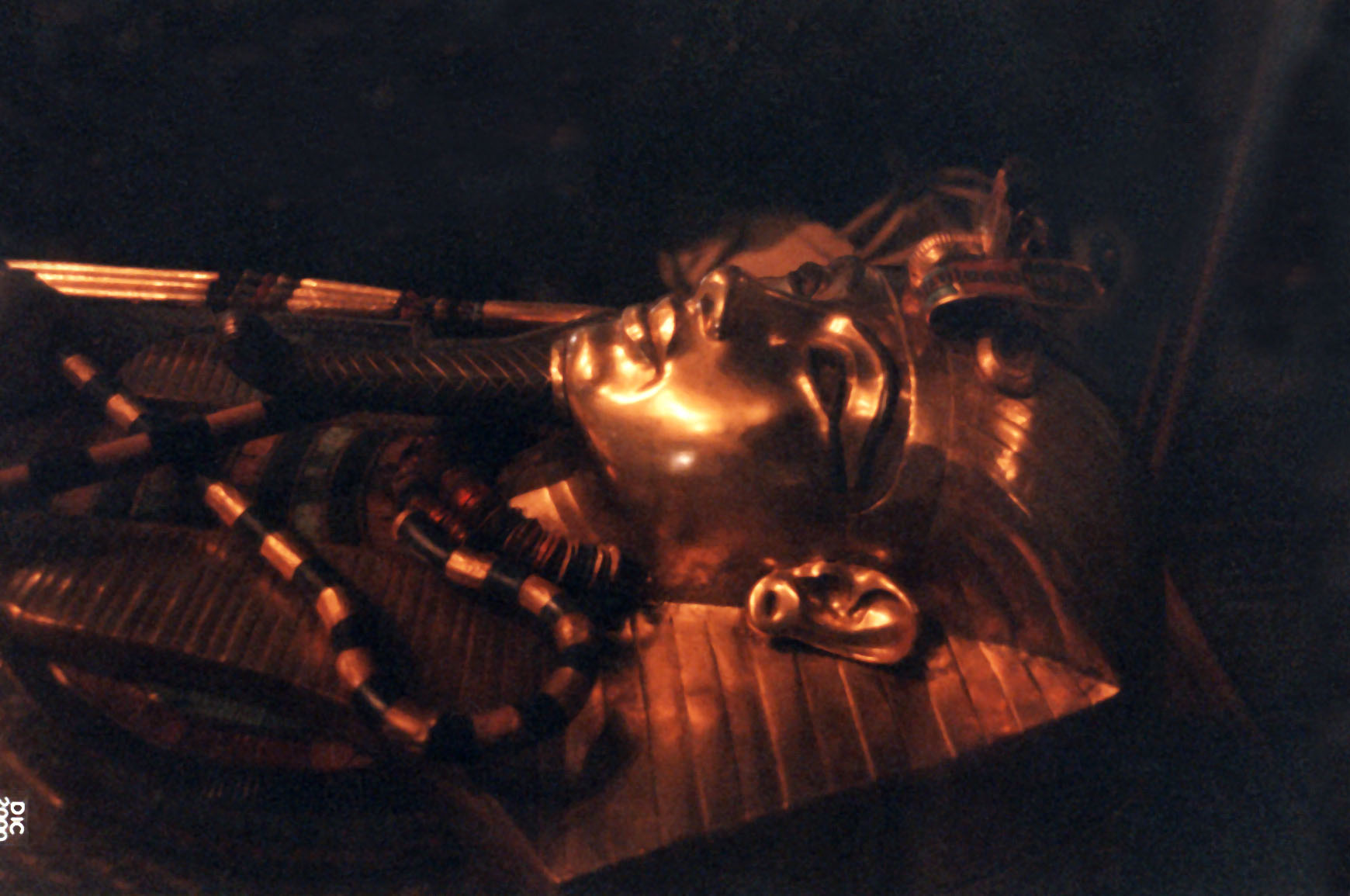
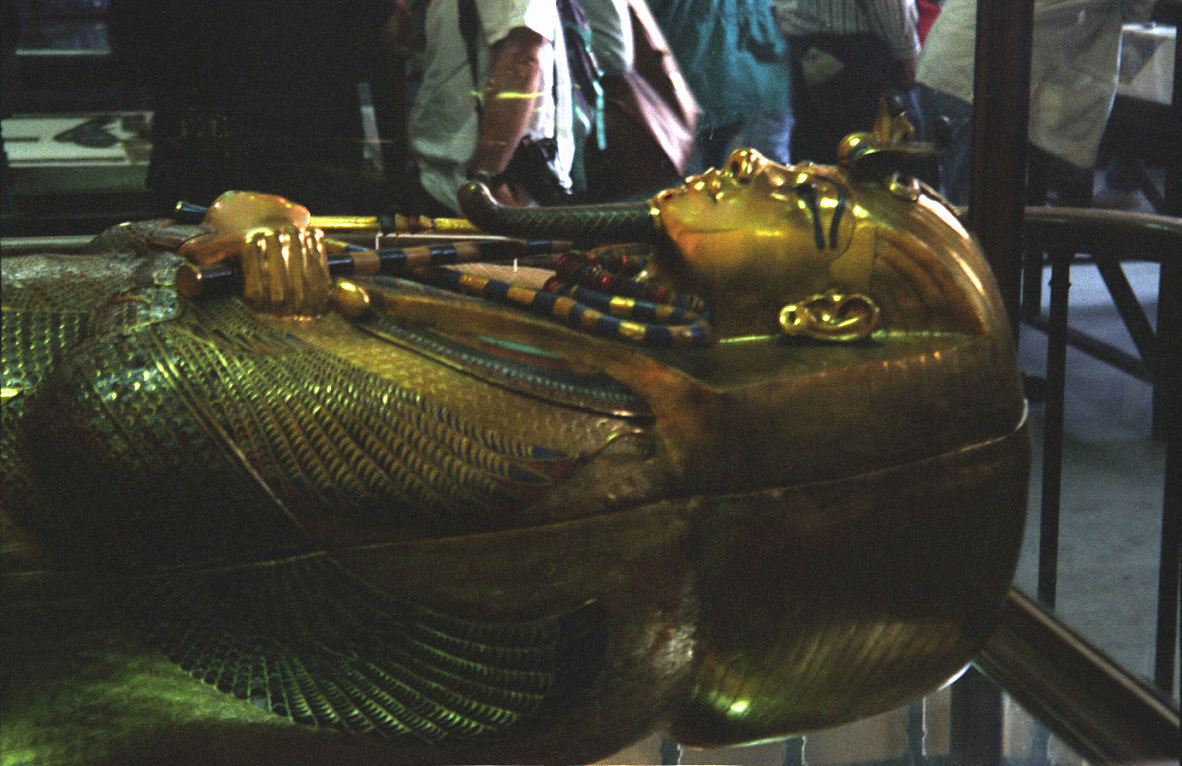
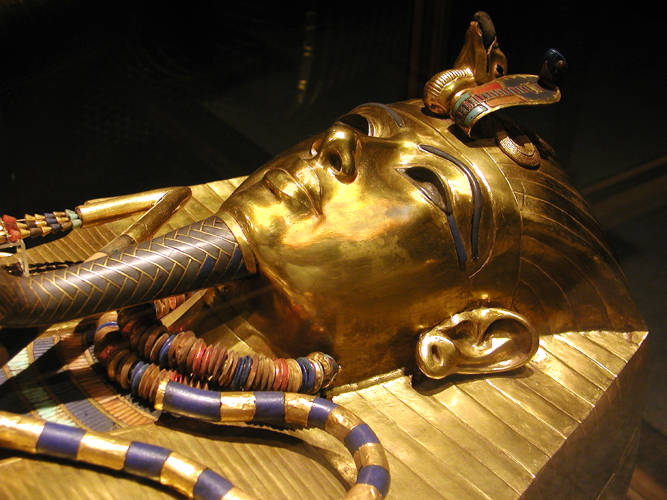
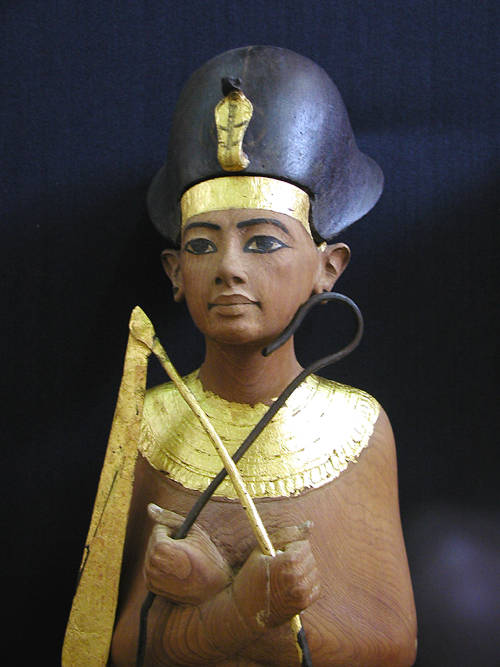
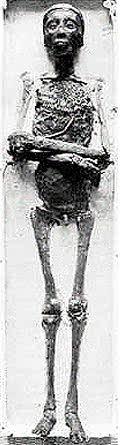
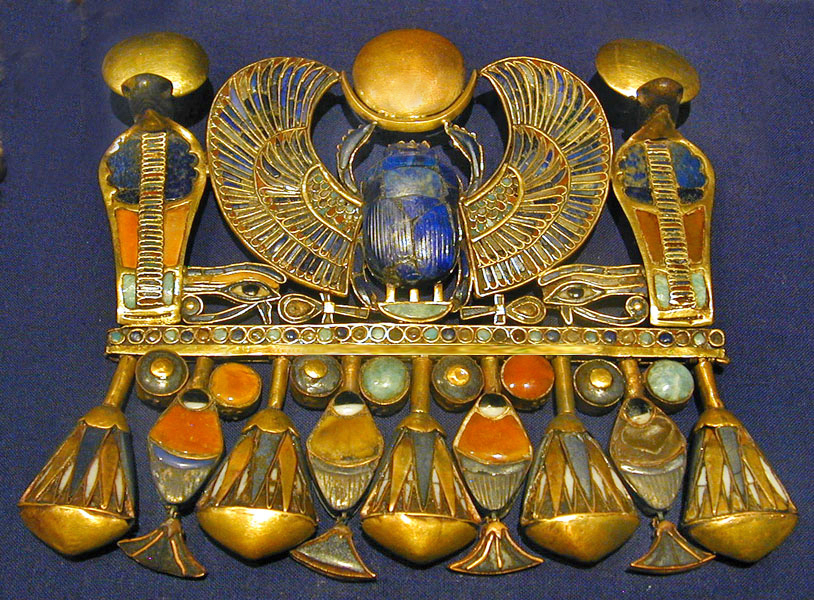
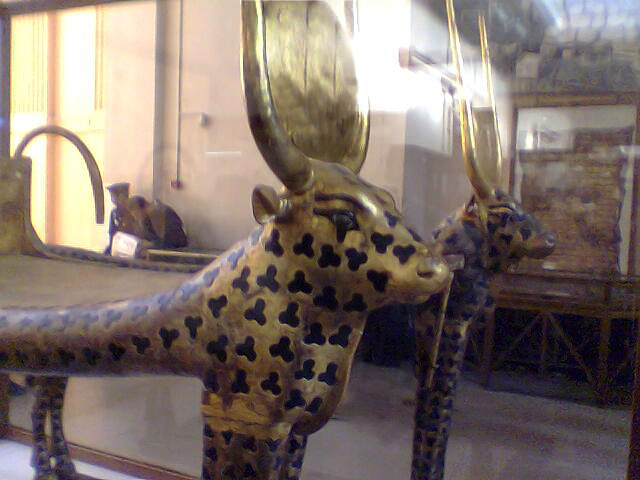
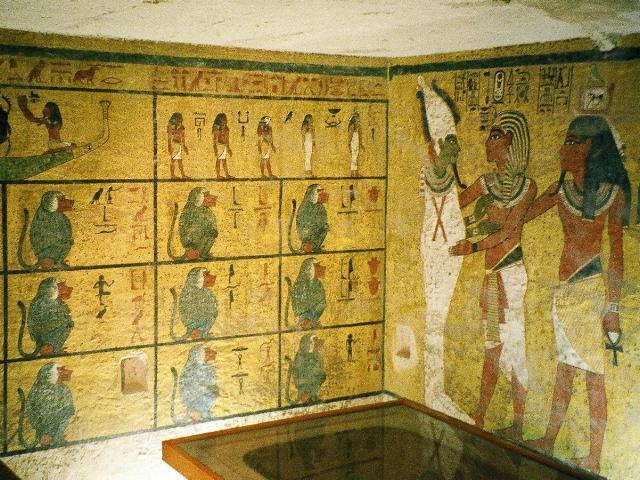
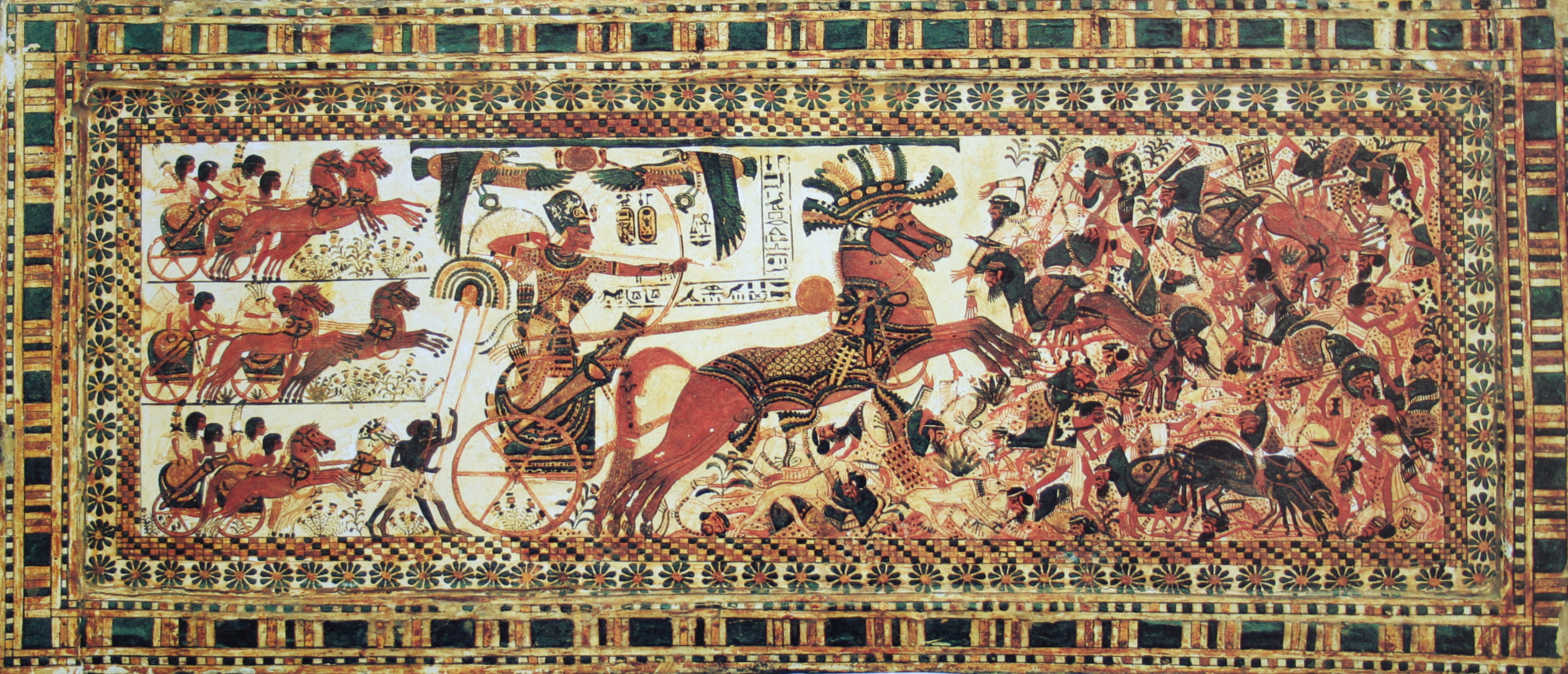
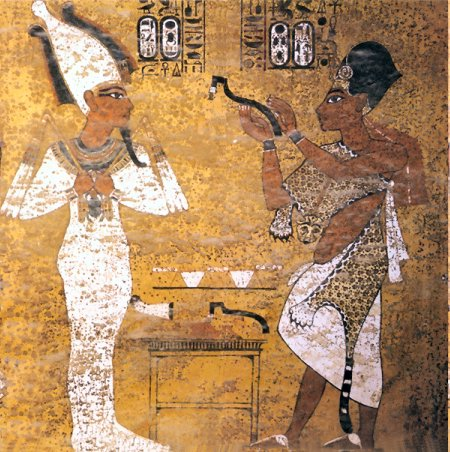

### Arhitectura

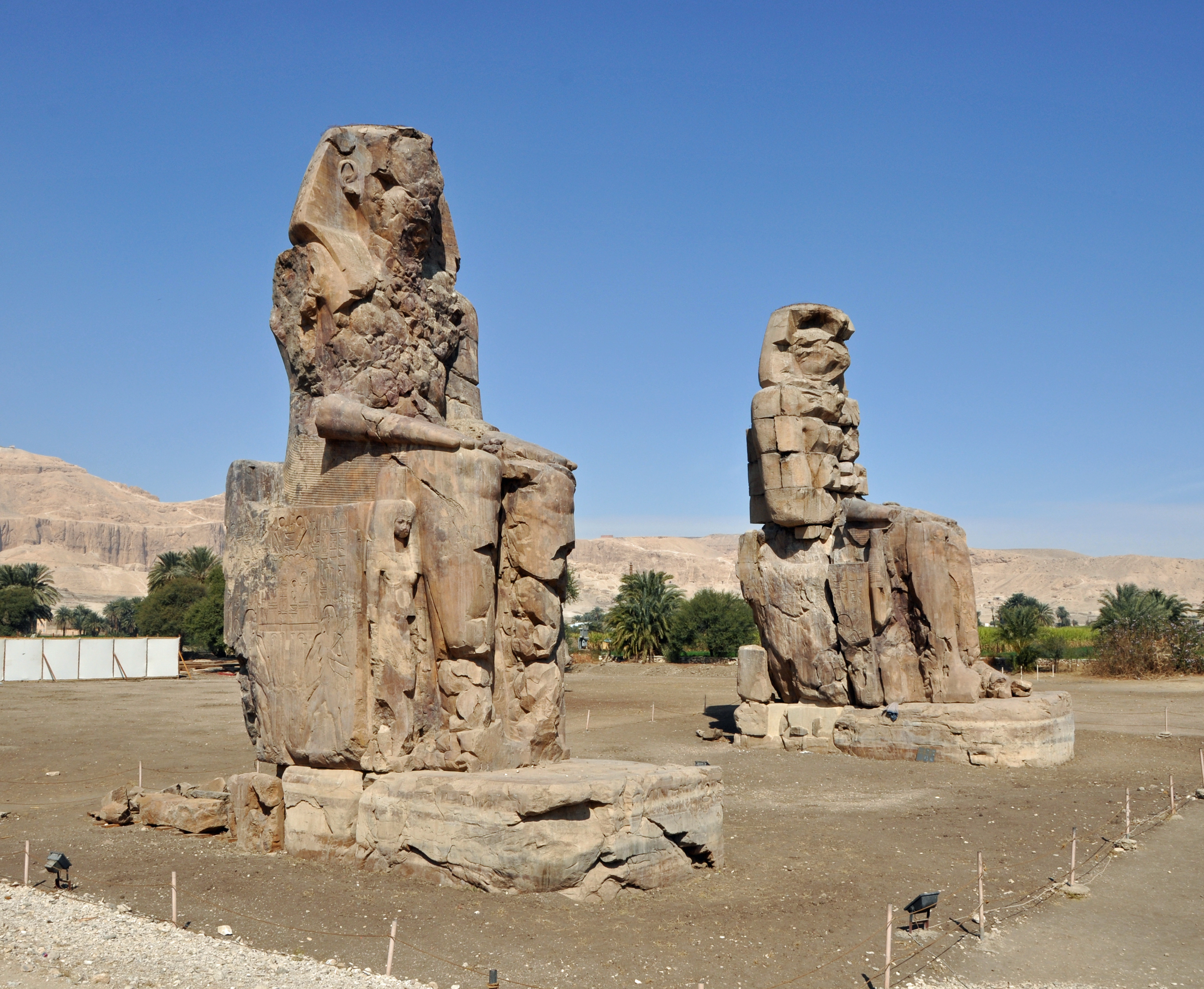
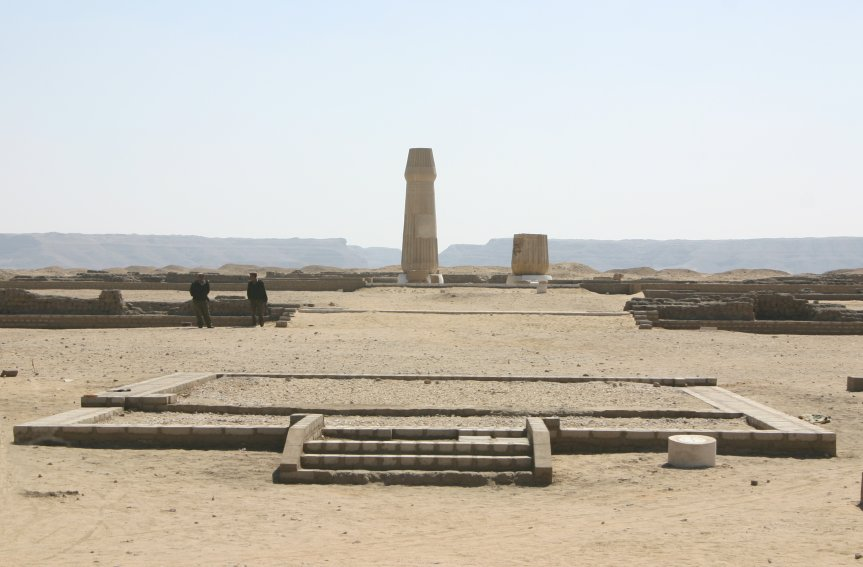

## Decenii
| Anii 1390 î.Hr. | Anii 1380 î.Hr. | Anii 1370 î.Hr. | Anii 1360 î.Hr. | Anii 1350 î.Hr. | Anii 1340 î.Hr. | Anii 1330 î.Hr. | Anii 1320 î.Hr. | Anii 1310 î.Hr. | Anii 1300 î.Hr. |